# モースバッハ
モースバッハまたはモスバッハ (ドイツ語: Mosbach, ドイツ語発音: [ˈmoːsbax]) は、ドイツ連邦共和国バーデン＝ヴュルテンベルク州北部の都市。ハイルブロンの北約34km、ハイデルベルクの東約58kmに位置する。この都市は、ネッカー＝オーデンヴァルト郡の郡庁所在地で、同郡最大の都市であるとともに、周辺市町村の中級中心都市でもある。1976年7月1日から、モースバッハは大規模郡都市になっている。モースバッハは、ライン＝ネッカー広域連合に含まれる。

## 地理

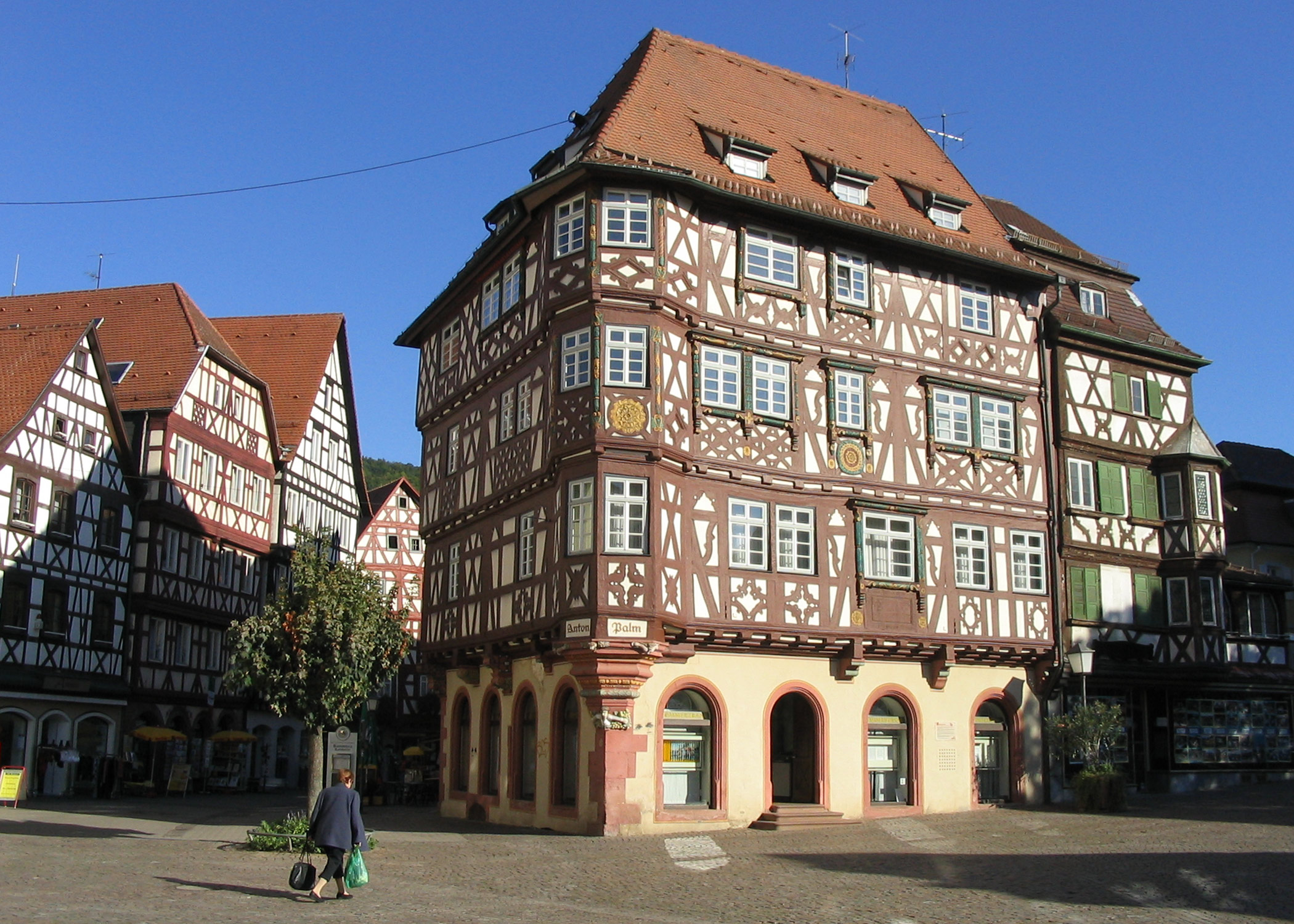
マルクト広場に面して建つ木組み建築パルムシェ・ハウス

モースバッハは、バーデン＝ヴュルテンベルク州のオーデンヴァルト南部の支脈沿い、バウラント地方との境となるエルツ川の渓谷沿いに位置する。エルツ川は、ネッカー川の支流で、この都市のネッカーエルツ地区を過ぎたところでネッカー川に注ぐ。この都市は、ネッカータール＝オーデンヴァルト自然公園およびユネスコのベルクシュトラーセ＝オーデンヴァルト地質公園に属す。

### 市の構成

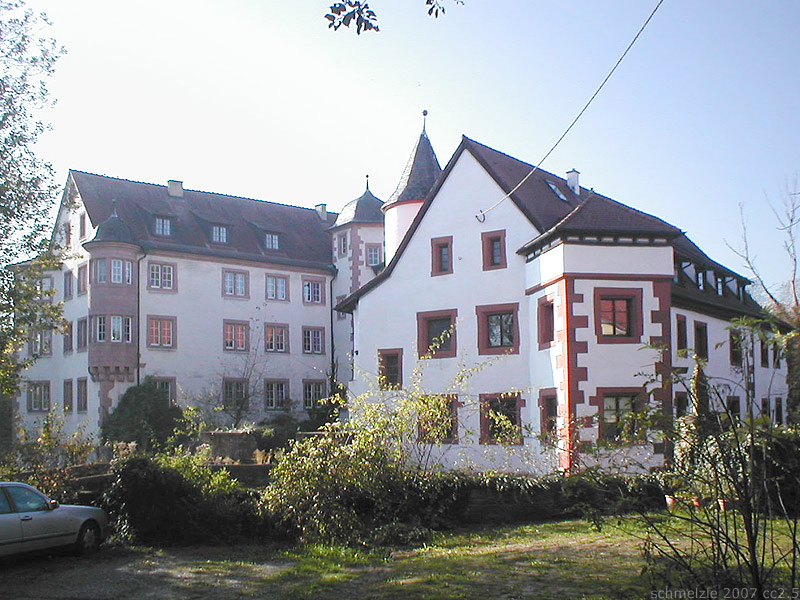
ロールバッハ地区のロールバッハ城

モースバッハ市は、中心地区、ディーデスハイム地区、ロールバッハ地区、ネッカーエルツ地区、ライヒェンブーフ地区、ザッテルバッハ地区からなる。
こうした地区の他に、独立した集落（ニュステンバッハやヴァルトシュタット）や、居住区、居住地域といった区分もなされるが、その境界はしばしば曖昧である。こうした居住区・居住地域としては、たとえば、シュレックホーフ、タンホーフ、ハンマーヴェグ、ハルトホーフ、マッセルドルンなどがある。

### 隣接する市町村
以下の市町村が、モースバッハに隣接する。北から時計回りに、リムバッハ、ファーレンバッハ、エルツタール、ビリヒハイム、ネッカーツィンメルン、ハスマースハイム、オーブリヒハイム、ビーナウ、ネッカーゲラハ、ヴァルトブルンである。モースバッハは、エルツタール、ネッカーツィンメルン、オーブリヒハイムと行政共同体を形成する。

### 地域計画

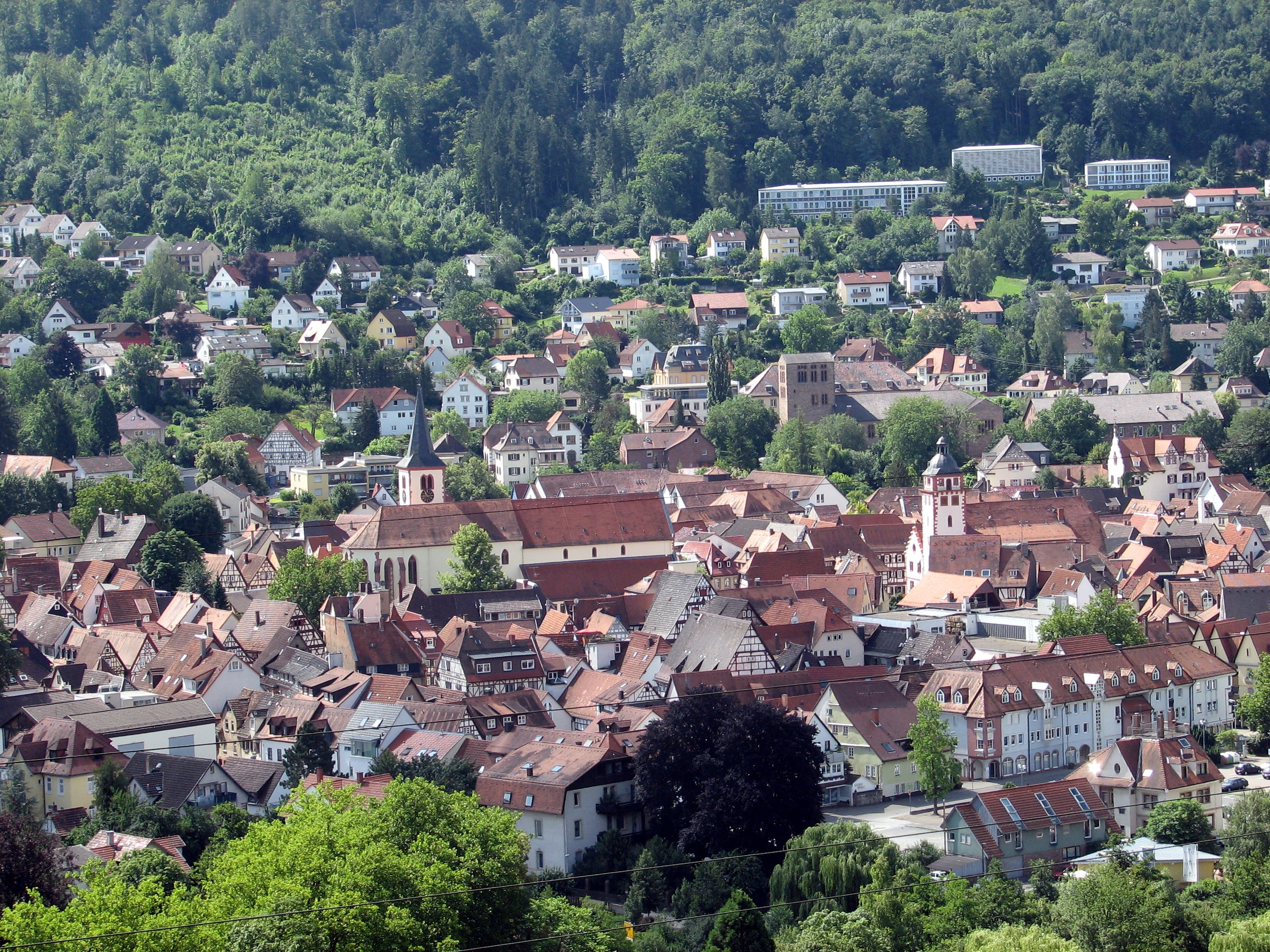
モースバッハ旧市街

モースバッハは、ハイデルベルク上級中心地区、ハイルブロン上級中心地区、双方の中級中心都市となっている。モースバッハを中級中心とする地区には、モースバッハ周辺の市町村、アグラスターハウゼン、ビリヒハイム、エルツタール、ファーレンバッハ、ハスマースハイム、ヒュッフェンハルト、リムバッハ、ネッカーツィンメルン、ノインキルヒェン、オーブリヒハイム、シェフレンツ、シュヴァルツァハが含まれる。さらに、隣のエーバーバッハ中級中心地区に属してはいるものの、同じ郡に所属するビーナウ、ネッカーゲラハ、ヴァルトブルン、ツヴィンゲンベルクについては、影響力を持っている。
エーバーバッハは、ネッカー川沿いに、北に約25km離れた位置にあり、隣の中級中心都市である。北東（約30km）ではブーヒェン (オーデンヴァルト)が、東は人口密度が低い地区で、アーデルスハイム（約25km）やオスターブルケン（約30km）といった小都市が中心機能を有している。東では、60km以上離れたタウバービショフスハイムおよびバート・メルゲントハイムといった都市が、モースバッハと同等レベルの中心機能を有している。メックミュールは、約25kmの距離にある、これらに比べれば明らかに小さな町ではあるが、ギムナジウムに関しては両者の中間地点にあたる。市の南側は全く様相が異なる。約20kmの範囲内に、バート・フリードリヒスハルとバート・ラッペナウという人口2万人以上の都市が2つあり、さらにこれらに隣接して上級中心都市ハイルブロン（モースバッハから約30km）があり、地域運営上重要な地域になっている。南西では、約30kmの位置に人口約3万5千人とモースバッハよりもかなり大きなジンスハイムが控える。西のハイデルベルクを忘れるわけには行かない、既述の通り、45kmの距離にあるこの都市は、南のハイルブロンと並んで、上級中心地域を形成している。

### 気候
オーバライン地溝およびベルクシュトラーセ地方は、ドイツで最も温暖な地方である。この地方に近いモースバッハの気候もそれとほとんど違いはない。これに加え、オーデンヴァルトが、ここに涼しい気候と、特に冬期に顕著であるが、ドイツ平均の2倍近くにもなる降水量をもたらしている。

### ネッカー川
ネッカーエルツ地区とディーデスハイム地区は、これまでにたびたびネッカー川の洪水に苛まれてきた。グンデルスハイムの水位計の測定値がモースバッハ地方にとっては重要である。ここでの通常時の平均水位は3.40mである。これが5.40mになるとネッカーエルツ付近でネッカー川の水が堤防を越え始める。これにより、連邦道B27号線のシュテルツ橋の下にある公園付近がまず被害を受ける。さらに7.10mになると、ネッカー川に隣接する地区の家屋が被害を受ける。1993年の大水害の際には、この水位は8.95mに及んだ。
エルツ川が市街中心部に洪水被害をもたらす可能性は低い。しかし、これはあり得ないという意味ではない。1993年の大水害時には、この川も隣接する建物に甚大な被害を及ぼす原因となった。

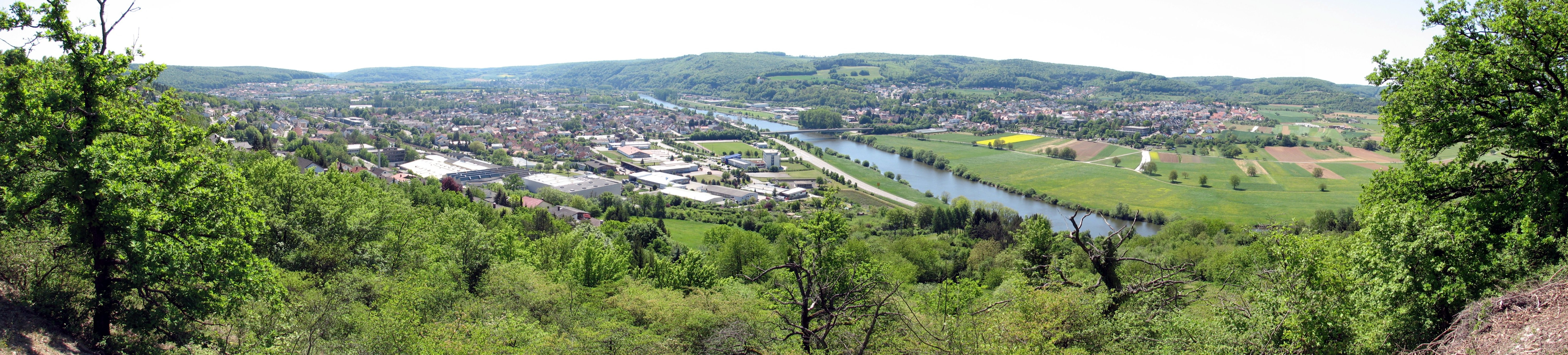
エルツ川河口付近。向かって左から右に、ネッカーエルツ地区、ディーデスハイム地区、ネッカー川、隣町のオーブリヒハイムである。

## 歴史

### 先史時代
モースバッハおよびその周辺地域では、一連の化石出土品が見つかっている。特殊な地質学的特性により、雑食砂岩に遺されたキロテリウム（古生物の足跡や手形の化石）や、石灰岩に遺されたミクソサウルスの化石などが発掘されている。モースバッハ周辺地域は、テューリンゲンやマインフランケン地方とともに、こうした化石の宝庫に数えられる。この地域からは、哺乳類が支配的になった第四紀の化石も出土する。このためモースバッハ市立博物館は、上述のような第三紀の出土品とともに、マンモスの化石も所有している。こうした、豊富な化石出土品から誤解も生じている。それは、モースバッハ馬やモースバッハ・ライオン（ヨーロッパ洞窟ライオン）は、この街に因んで名付けられたものであり、この周辺で発掘されたというものである。実際には、これらの「モースバッハ」はこの街のことではなく、現在のヴィースバーデンの市区モースバッハ区のことである。

### 最初の入植

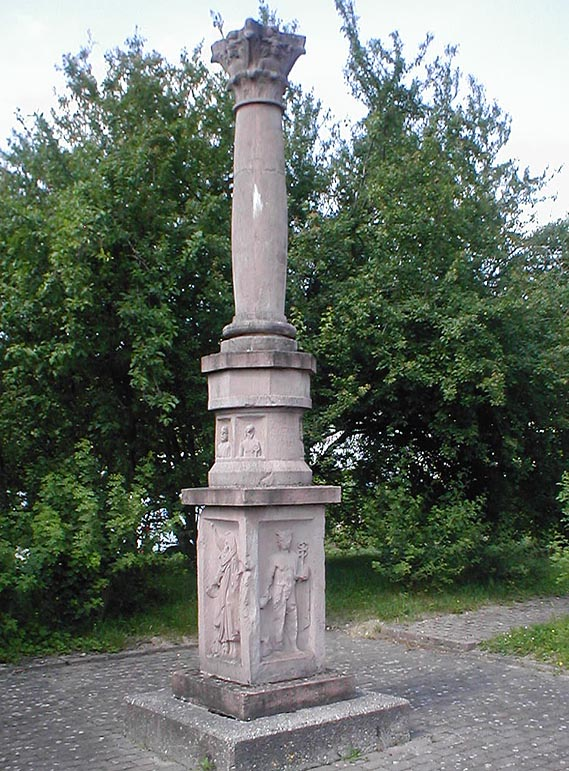
ディーデスハイム地区で発見されたジュピターの彫刻がある柱

ローマ時代、2世紀に、現在の市域近く、ネッカーブルケン（現在はエルツタール）を通ってネッカー＝オーデンヴァルト＝リーメスが延びていた。ここでは、2つのネッカーブルケン城が発掘されている。モースバッハ市内のディーデスハイム地区には、おそらくこれらの城のための農場（「ヴィラ・ルスティカ」）があり、1986年にはここからユピテルの彫刻がある柱が発見された。
モースバッハ入植地は、ベネディクト会のモースバッハ修道院周辺から始まった。歴史上の定説になってはいないものの、可能性のある仮説に因れば、モースバッハ修道院は、736年に聖ピルミニウスによってコンスタンツ司教区の一部として設立された。フランク人の中央政府（カロリング朝）は、人の住まない森に覆われたオーデンヴァルトを開拓する任務を4つのベネディクト会修道院に分け与えた。すなわち、西のロルシュ修道院、北のフルダ修道院、東のアモールバッハ修道院、そして南のモースバッハ修道院がそれである。モースバッハ入植地は、9世紀（825年または826年）に初めて文献上に記録されている。市内全域で最も古い記録はロールバッハについての765年の記録である。ロールバッハ城は、900年から1000年の間に建設された。

### 帝国都市 1241年から1362年まで

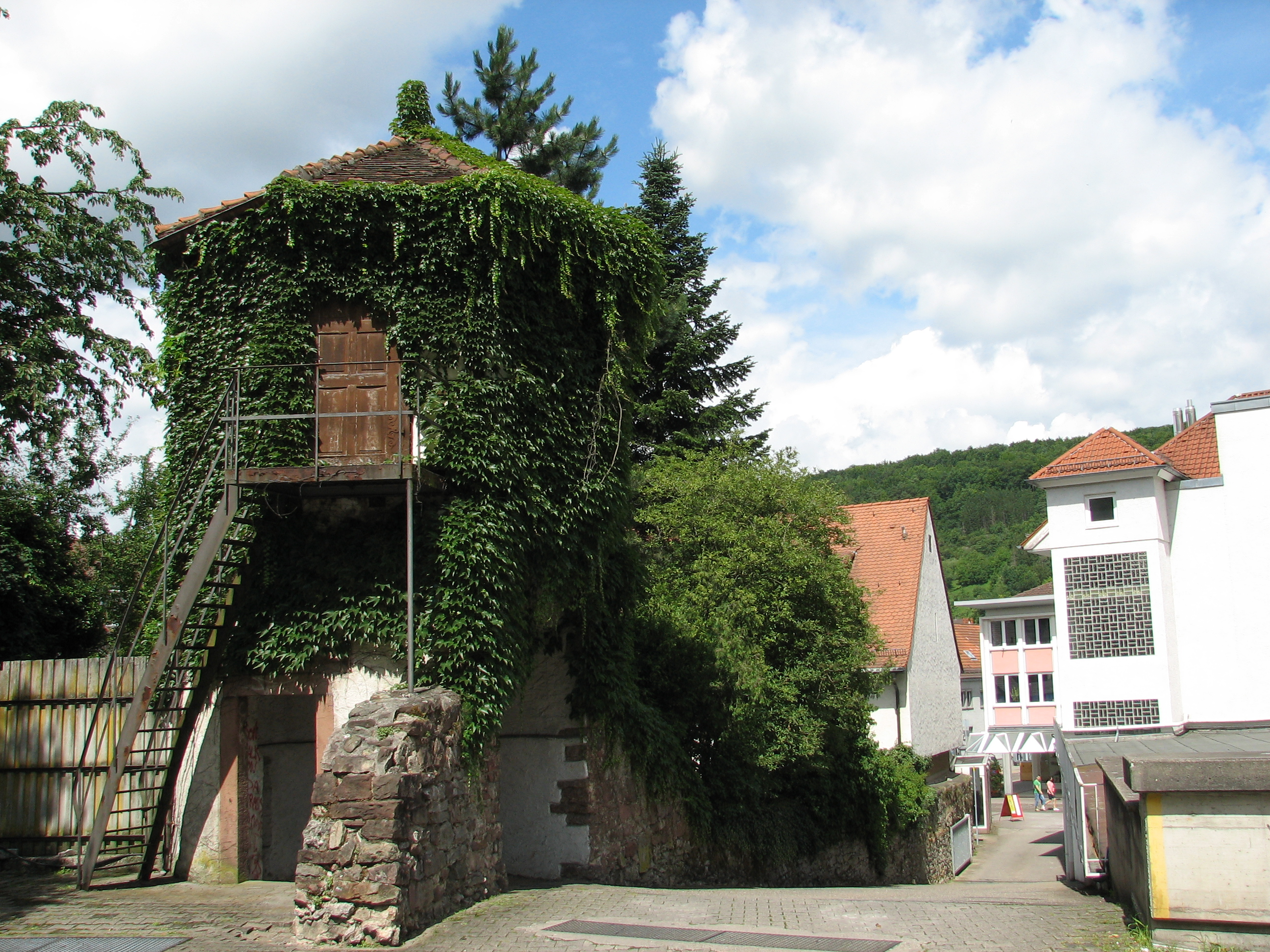
市壁跡と見張り塔

モースバッハ修道院の入植地は、徐々に自治体としての体裁を整えてゆき、1241年に帝国自由都市の権利を得た。
モースバッハは、1291年には最小限の防衛施設を持つのみであったが、この頃から Oppidum Mosebacensis（防衛塔と城壁で囲まれた町）と呼ばれる都市に変貌していった。現存する最も古い都市の印章は1290年のものである。1297年、ナッサウ家の皇帝アドルフがモースバッハを担保に、プロイベルク領主のゲルラッハ（Gerlach von Breuberg）から4400マルクを借り受けた。国王証書に担保となるものは具体的に書かれており、「キリスト教徒・ユダヤ人・土地・牧場・草原・森林・河川、諸権利・裁判権、および市内外すべての附属物」とされた。
1330年、ヴィッテルスバッハ家の皇帝ルートヴィヒ4世がモースバッハを担保に、ライン宮中伯のルドルフ2世とその弟ループレヒト1世から資金を借り入れた。1336年、皇帝がモースバッハの森林破壊に対する処罰規定の制定・改廃権を与えた。1337年、モースバッハ市民により包括的な都市規則が制定された。
1348年から1349年にこの街でペストが流行した。これをきっかけにユダヤ人に対する迫害がなされ、少なくとも50年以上存続していたユダヤ人コミュニティは、これにより一時的に消滅した。
この街が帝国都市の権利を主張できたのは、1362年までであった。その後、この街は、プファルツ選帝侯ループレヒト1世が獲得し、プファルツ選帝侯領に編入された。モースバッハが留保できたのは、森林管理権と自治的年規則の制定権のみであった。市内に現存する最古の建築の一つであるネッカーエルツ地区のテンプルハウスは、モースバッハが領邦都市となったころの建物である。

### プファルツ選帝侯領時代
1410年に、ローマ王（ドイツ王）ループレヒトの末子オットー1世は、モースバッハを自身の宮廷所在地とした。プファルツ＝モースバッハ領には、ネッカー川沿いの所領の他、クライヒガウやベルクシュトラーセの所領が含まれた。1437年、オットーがモースバッハ年税の一部（毎年10グルデン）を担保（モーゲージ）として、ユリアナ教会主任司祭ヴィルヘルム・フォン・ブルンから200ライン・グルデンを借り入れた。
オットーの兄ヨハンが亡くなった後、ノイマルクト・イン・デア・オーバープファルツ周辺のより広大な所領（プファルツ＝ノイマルクト）を獲得した。オットー2世は主にこの街で、プファルツ＝モースバッハおよびプファルツ＝ノイマルクトの両所領を統治した（プファルツ＝モースバッハ＝ノイマルクト）。オットー2世の時代に都市からの諸税収入を担保とする借り入れが増えた。1464年、オットー2世がハンス・ゲミンゲン（Hans von Gemmingen, genannt Giener）から4000グルデンを借り受けたが、そのとき村落ワインガルテンの1/3が担保として、またモースバッハとジンスハイムが保証として供された。同じとき、オットー2世はモースバッハ主任司祭ヨハネス・ヘムスバッハに1000グルデンを借りたが、モースバッハ年税から50グルデンがモーゲージとして、さらにモースバッハ自体が保証として供された。1472年、オットー2世が再びハンス・ゲミンゲンから3000グルデンを借りて、ジンスハイムの都市ヒルスバッハの年税から50グルデンをモーゲージとして、さらにモスバッハを保証として供した。1474年、オットー2世がディター・ゲミンゲンから6000グルデンを借り、モースバッハ・エーバーバッハ年税300グルデンをモーゲージとして、さらに両都市を保証として供した。1487年、オットー2世はプライカー・ゲミンゲンから2000グルデンを借りて、先の両市年税200グルデンをモーゲージとして、さらに両市を保証として供した。オットー2世は同年、他に少なくとも三件の借り入れがあった。オットー2世は子供を遺さなかったため、プファルツ＝モースバッハ家は1499年に断絶し、その遺領は選帝侯本家に戻された。当時の選帝侯は、フィリップ誠実侯であった。1504年、バイエルン公ゲオルクが死去したことをきっかけにランツフート継承戦争が起こり、モースバッハからも市民などが従軍した。宗教改革で混乱した末、1525年に小十分の一税（大十分の一税と別に、穀物以外の作物に賦課される）が有償で償却された（2月22日完了）。
モースバッハ侯領の廃止後、この街はプファルツ選帝侯領オーバーアムト・モースバッハ（オーバーアムトは当時の地方行政区分）の本部所在地となった。18世紀までに、このオーバーアムトはライン右岸で最も重要なオーバーアムトに発展してゆく。モースバッハは発展・繁栄した。多くの裕福な市民階級が現れたことは、現在もモースバッハ旧市街に特徴的な外観を与えている木組み建築の一部がこの時代に建設されていることにも示されている。
ところが三十年戦争（1618年 - 1648年）が起こると一気に衰退した。この戦争が勃発した当時のプファルツ選帝侯は、カルヴァン派のフリードリヒ5世であった。フリードリヒ5世は、外交上の不運からボヘミア王位に就き、プロテスタント連合（ウニオン）の総裁に選ばれた。これにより彼には三十年戦争の宗教的側面がのしかかることとなった。敵のトップはカトリック同盟（リーガ）の首領であるバイエルン公マクシミリアン1世、フリードリヒと同じヴィッテルスバッハ家の人物であった。プファルツ選帝侯はこれにより宗教対立の中心に立たされた。モースバッハは、たとえば焼き討ちなどといった完全な破滅からは免れ、建物は保存されたものの、何度も軍隊がこの街を往き来し、市の全域で裕福な家が略奪に遭った。略奪を逃れた者にも飢餓とペストが襲いかかった。プファルツ選帝侯にとって三十年戦争は、選帝侯位を喪失し、バイエルンに譲ることを意味していた。しかし、ヴェストファーレン条約では、プファルツ侯に8番目の新しい選帝侯位が与えられた。

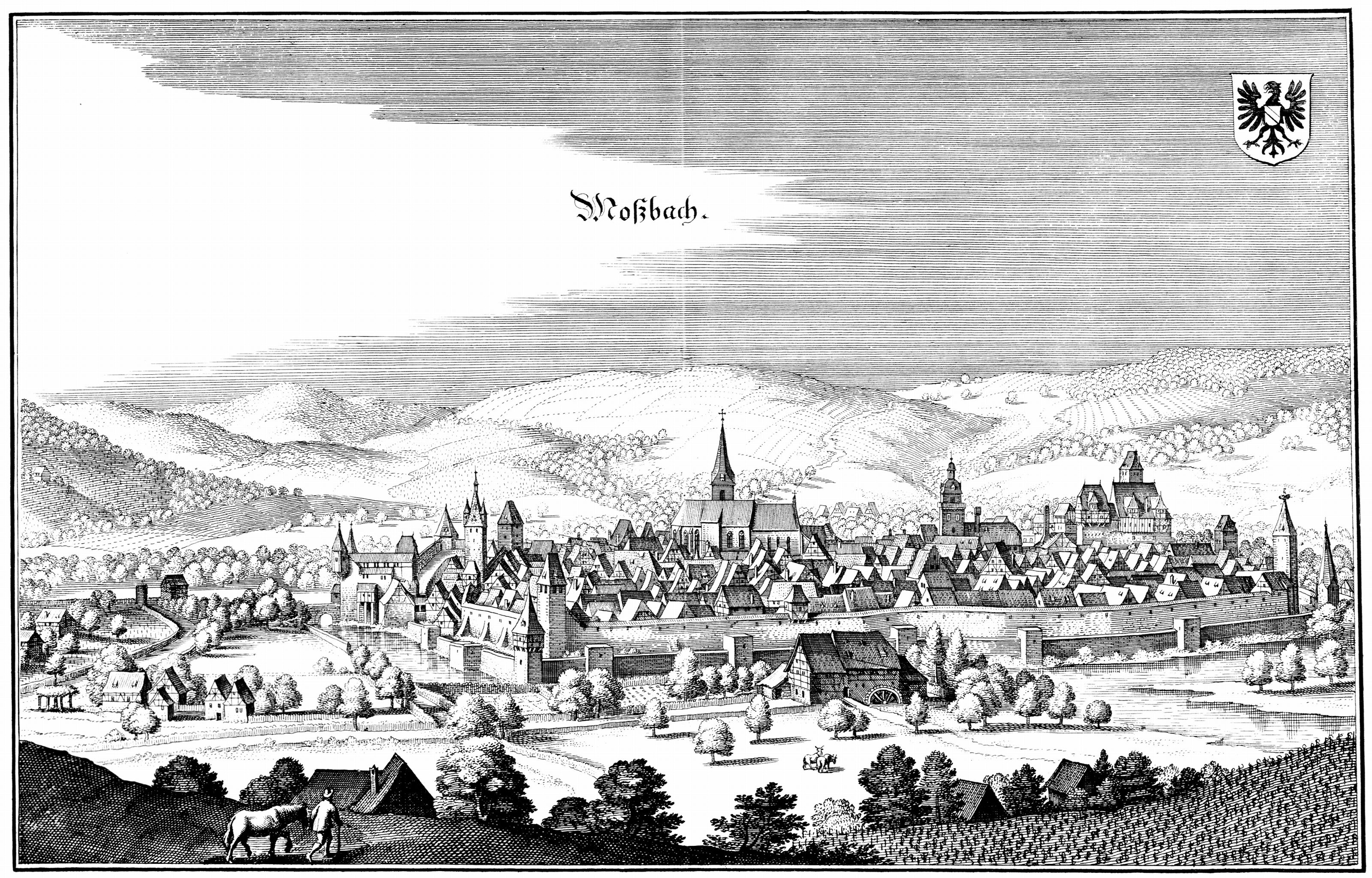
1645年頃のモースバッハを描いたメーリアンの銅版画

マテウス・メーリアンは、自著 Topographia Germaniae（『ドイツ地誌』）のために、1645年にモースバッハの銅版画を創作している。
三十年戦争終結後、モースバッハは長い回復期に入った。プファルツ継承戦争（1688年 - 1697年）では、モースバッハは、マンハイム、ハイデルベルク、シュパイアーとは異なり直接戦場となることはなく、破壊を免れた。しかし、戦争の負担は地域全体に及んだため、この戦争が三十年戦争からの回復に悪影響を及ぼしたことは間違いない。この時、破壊されたマンハイムからいくつかのユダヤ人家族がモースバッハへ移住し、その後新たなユダヤ人コミュニティーを形成していった。
1690年にプファルツ選帝侯位に就いたヨハン・ヴィルヘルムは、ヴィッテルスバッハ家のカトリック系の家系であるプファルツ＝ノイブルク家出身でデュッセルドルフに宮廷を構えた。ヨハン・ヴィルヘルムは、芸術・文化の保護者として当時から人気の高い領主で、現在もデュッセルドルフ旧市街の中心に彼の記念碑が建っている。プロテスタント化されたハイデルベルクを中心としたプファルツ選帝侯領中心部と、このカトリック領主との間の宗教的対立は、プファルツ継承戦争中からすでにその兆しがあり、その後顕在化した。三十年戦争後、時代は変化しており、宗教信条の違いはそれ以前ほど重要でなくなってはいたが、完全に意味をなくしたわけでは、もちろんなかった。プファルツ継承戦争終結後、カルヴァン派のプファルツ選帝侯領の町（モースバッハもこれに含まれる）は、ヨハン・ヴィルヘルムの統治下に帰結した。しかしヨハン・ヴィルヘルムは、ネッカー付近の臣下からの支持を取りつけていなかった。こうした状況の中で、ヨハン・ヴィルヘルムは大変に寛容で、信仰の異なる臣下を否定はしなかった。
1723年に市内の建物が火災で被害を受けた。150軒の家屋が犠牲となる、甚大な損失であった。
選帝侯カール3世フィリップの賢明な政策により、ネッカー川周辺地域は復興した。その後継者カール・テオドールは、開明君主としてマンハイムに比類のない繁栄をもたらした。カール・テオドールは、芸術、文化、知識の保護者として、アカデミー、オーケストラ、劇場を創設した。その宮廷には、モーツァルト、シラー、イフラントといった芸術家が訪れた。カール・テオドールは、モースバッハでは陶芸を奨励し、増加した商人や職人によってモースバッハは再び繁栄を迎えたのだった。

### 19世紀: バーデンに
帝国代表者会議主要決議は、モースバッハにも政治的観点から劇的な結果をもたらした。3年間の移行期を経た後、1806年にこの都市はライニンゲン侯領の一部としてバーデン大公国に編入され、行政機関の所在地となった。手工業は重要性を失い、周辺地域にとってモースバッハは、主に行政機能都市として重要な街となった。最初、都市行政局、第一、第二地方行政局が設けられたが、1822年にベツィルクスアムト・モースバッハ（モースバッハ地域行政局）として統合された。1879年に地方裁判所が設けられ。これは2007年現在も存続している。

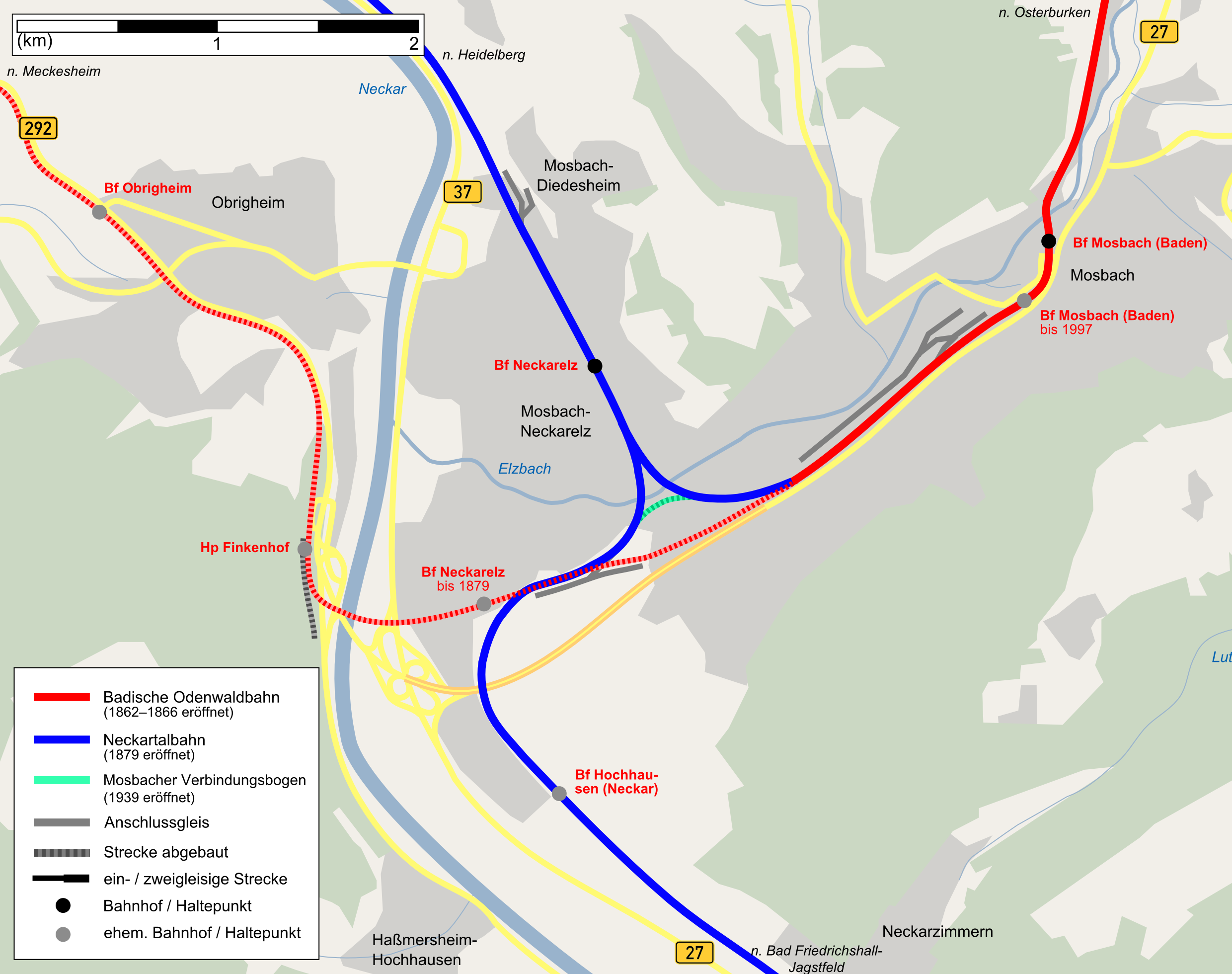
モースバッハ周辺の鉄道路線図。赤線（実線および破線）がバーデン・オーデンヴァルト鉄道。破線部は2007年現在廃止されている。

鉄道整備では、1862年が大きな区切りとなった。バーデン大公国国営鉄道は、バーデン・オーデンヴァルト鉄道の一部、ハイデルベルク – メッケスハイム – オーブリヒハイム – モースバッハ区間を完成させた。この鉄道は、最終的にはヴュルツブルクまで延長された。この後、実際に経済的な発展がもたらされた。1905年には、モースバッハは狭軌路線オーデンヴァルトエクスプレスの起点となった。

### 20世紀
1913年から1914年に市立庭園が整備された。当時、モースバッハを保養地にしようという計画があった。これは『バート・モースバッハ』を目指す計画であった。しかし、この呼称の獲得には失敗した。この公園は、現在も存在し、「LGSパーク」（LGSは、Landesgartenschau = 地方庭園博覧会の略）と呼ばれている。かつての計画を偲ばせるものとしては、「Solebrünnlein」（鉱水の泉）がある。1918年、市立庭園内に、第一次世界大戦で亡くなった兵士のためのロレット記念碑が建立された。
ヴァイマル共和政時代には、モースバッハはバーデン共和国の一部であった。

### ナチス・ドイツ
1939年、ベツィルクスアムト・モースバッハはモースバッハ郡となった。

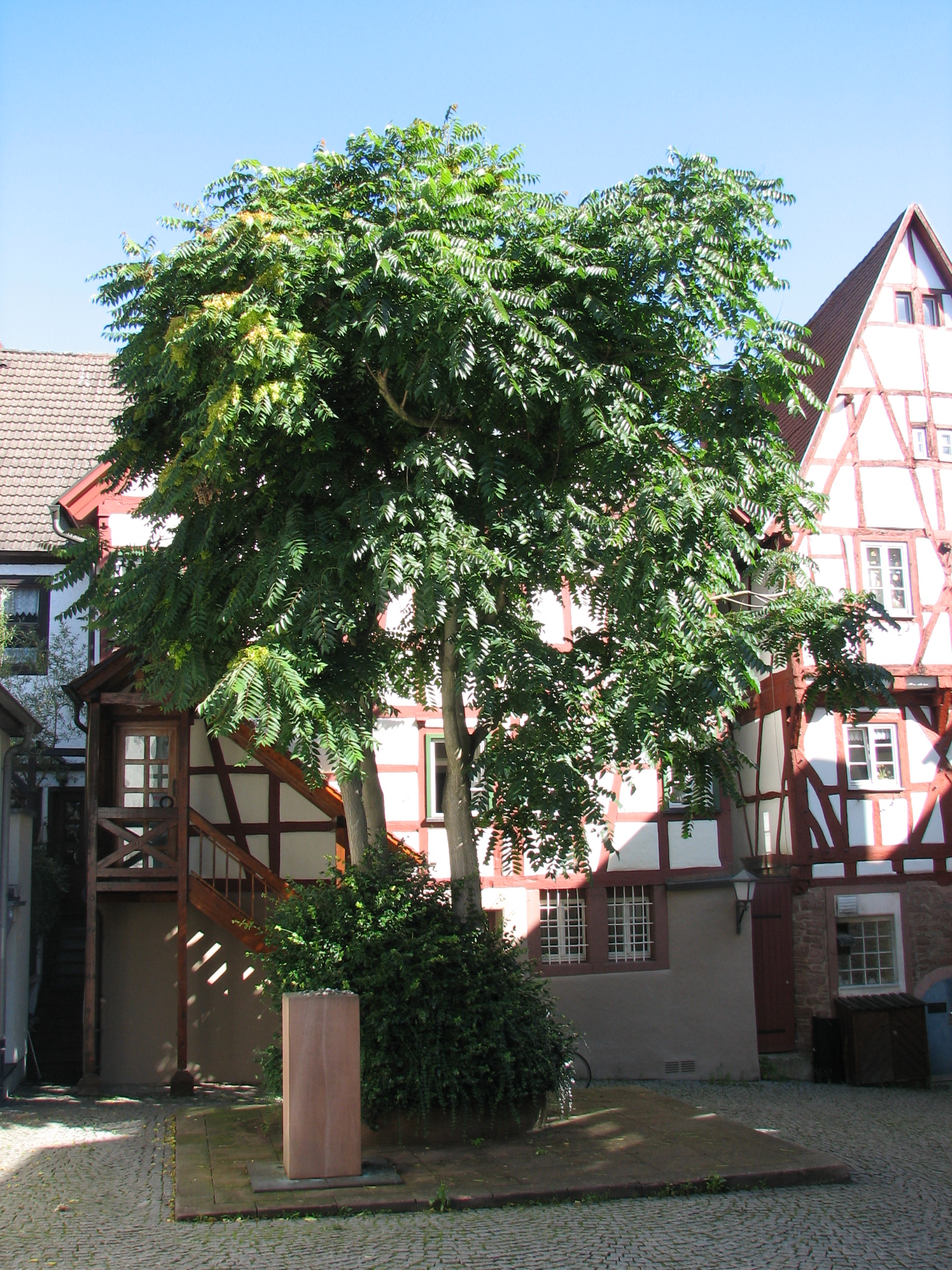
シナゴーグ広場

1938年11月のユダヤ人排斥運動により、フローントブルネン通りにあった1800年頃に建設されたシナゴーグが破壊され、その所有財産はマルクト広場で焼却された。シナゴーグのあった場所には、後に2つのガレージが造られた。歴史の暗部を掘り起こす作業は1965年にガレージに記念プレートを取り付けることから始まった。モースバッハ出身のユダヤ人文化史研究家ユリウス・ヘルトの主導により、広場が移されることになった。20年以上に及ぶ旧市街近代化の枠組みでガレージは解体され、その場所は史跡に指定された。公園は現在公式に「シナゴーグ広場」と呼ばれるが、この名称は1986年に名付けられたものである。
ネッカーエルツには、1944年から1945年までナッツヴァイラー強制収容所の外郭施設ネッカーエルツ収容所があった。この施設の収容者たちは、石膏採掘に従事させられた。彼らは、最初はネッカーエルツ地区の学校に収容された。オーブリヒハイムの地下に設けられた爆撃機のモーター製造工場では、最終的にはほぼ1万人近い労働者が種々の労働に使役させられた。1945年4月に開放された収容者は900人であった。
ヨハネス病院に収容されていた患者たちは、グラーフェネック安楽死収容所で安楽死政策の犠牲になった。
モースバッハ、特にその中核地区は、第二次世界大戦中、空爆から免れていた。それでも、空爆を受けた都市、ハイルブロン（1944年12月4日）やプフォルツハイム（1945年2月23日）が燃え上がる炎の光はモースバッハからも見え、住民は防空壕へ避難した。モースバッハへの攻撃は、主に爆撃ではなく、戦闘機に搭載された火器によるパイロットの恣意的な射撃によるものであった。急降下を繰り返しては、個別に人を攻撃する戦法で、単発的に市民が犠牲になった。

### 戦後、現代
戦後、モースバッハはアメリカ管理地域ヴュルテンベルク＝バーデンに含まれた。
受け容れた放逐民で人口は二倍になった。新たに造られた居住区ハンマーヴェグは、モースバッハおよびネッカーエルツ両地区とともに拡大していった。しばらく後に、ニュステンバッハ方面のマッセルドルン居住区が設けられた。ヴァルトシュタットは、奇跡的な経済復興の時代に連邦政府の建設計画「無からの創造」に従って造営された。
モースバッハ郡は、1973年1月1日に、ブーヒェン郡およびその他の郡のいくつかの町村と合併し、ネッカー＝オーデンヴァルト郡として再編された。モースバッハは、この新しい郡の郡庁所在地となった。
モースバッハの人口は、市町村再編により1975年に2万人を超えた。これを承けて市当局は大規模郡都市への昇格を申請し、州当局は1976年7月1日に発効させた。2007年現在、モースバッハはネッカー＝オーデンヴァルト郡唯一の大規模郡都市である。
1980年代、職業アカデミーによりモースバッハの教育都市としての価値は高められた。学生数は最初の18人からほぼ1,800人までに増加した。このほとんどの学生がモースバッハ・キャンパスで学んでいるが、2002年秋からはバート・メルゲントハイムの城をもキャンパスにしている。
1980年代には、住宅地ヴァルトシュタイゲ・ヴェスト（ヴァルトシュタイク西）が造成され、10年後にはヴァルトシュタイゲ・ヴェスト2も整備された。
1997年にはモースバッハは、バーデン＝ヴュルテンベルク州庭園博覧会の開催都市となった。庭園博覧会開催が決定するかなり以前から旧市街の近代化は進められていたが、これに合わせてエルツ川の川筋を自然な状態に戻す改修が行われた。この都市の1月には、ヒュプナー邸と旧麦芽製造工場の改修も落成した。旧麦芽製造工場は、これによりこの都市に新しく造られた市立ホールに市の中心的イベントホールの役割を譲った。
2002年にはバーデン＝ヴュルテンベルク郷土会議がモースバッハで開催された。
旧市街の外れに交通技術センターが新たに建設された。「駅舎保存会」の6年に及ぶ歴史的建造物の保存運動にもかかわらず、これにより旧駅は解体され、市内を貫いて走る連邦道B27号線が4車線に拡張された。

### 宗教

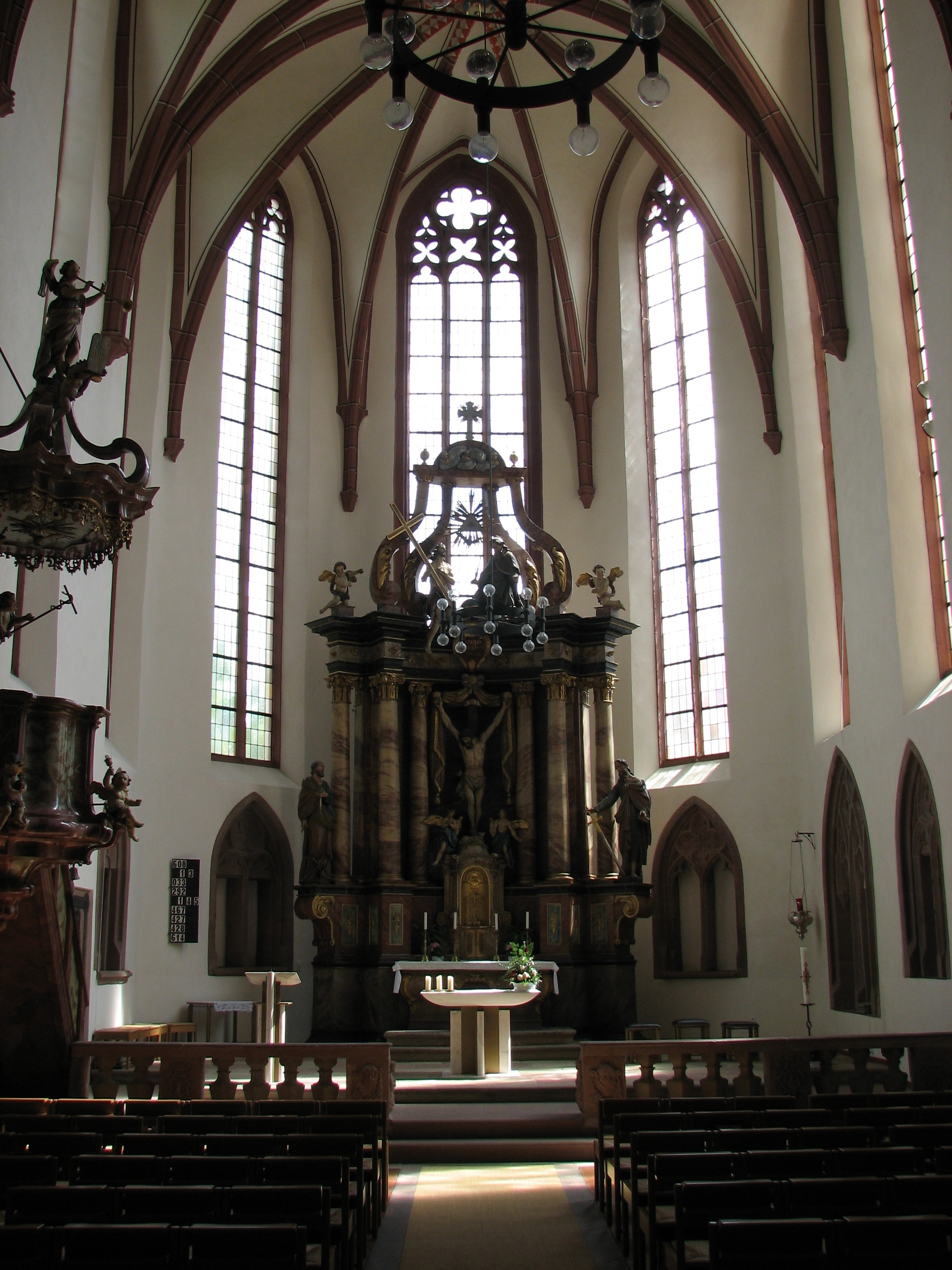
聖ユリアナ教会祭壇

モースバッハは、遅くとも1261年までにはヴュルツブルク司教区、ヴァインスベルク＝ブーヒェン司教座教会首席助祭管区に属した。1520年からは、プロテスタントの監督官がモースバッハに駐在し、1546年にはカトリックの祭事が廃止された。宗教改革は、公式には1556年に、まずはルター派の信仰がもたらされた。1559年に改革派の信仰に改宗した。1576年からは再びルター派に替わった（1583年まで）。三十年戦争の頃には、モースバッハでは再びカトリックが優勢になっていた。1685年から3つの宗派すべてが共存することが許され、1696年にルター派の教会組織が創設された。1698年から市の教会は改革派とカトリックが共同で使用するようになった。1708年教会内に隔壁が設けられ、祭壇室側がカトリックに、会衆席側がプロテスタントに割り当てられた。この分割は現在も保存されており、市教会のカトリック側を「聖ユリアナ教会」、プロテスタント側を「シュティフト教会」と呼ぶ。
1806年にバーデン大公国に編入された後、1821年にプロテスタント両派の組織が統一された。モースバッハは、教区監督官所在地となった。この教会組織は、市内および市周辺地域の教会組織を包含し、プロテスタントのバーデン地方教会に所属する。
モースバッハのカトリック教会組織は、かつてはヴュルツブルク司教区に属したが、その廃止後（1822年）は、1821年に新しく創設されていたフライブルク大司教区の一部となった。モースバッハは首席司祭の所在地である。
モースバッハにおけるユダヤ人組織の歴史は、13世紀にまで遡ることが証明されている。中世にはすでに、この組織はひどい迫害に悩まされていた。1298年7月28日、いわゆる「牛肉迫害」では、55人のユダヤ人が殺害された。さらに1343年3月から4月、ペストが流行した1348年から1349年にも迫害が行われた。近世のユダヤ人組織は17世紀に成立した。1689年、多くのユダヤ人家族が、フランス軍によって破壊されたマンハイムからモースバッハに逃げ込んだ。1825年には100人のユダヤ教信者がいたが、1827年には229人となり、その後は減少していった。1827年にモースバッハは、ラビの教区本部所在地となっている。おそらく18世紀の終わりから19世紀の初め頃に、フローントブルンネン通りにシナゴーグが設けられた。この建物の創設期に関する記録はなく、1846年2月22日の教区集会の際に内装の改築が行われたという記録があるのみである。拡大した組織には、それに合った建物が必要になったためである。1938年11月の排斥運動により、シナゴーグは破壊された。ナチス・ドイツ時代には、134人のユダヤ人中、少なくとも38人が殺害された。
二大教会の他、モースバッハにはフリー・チャーチや、福音派自由教会（バプテスト教会）のコミュニティ、セブンスデー・アドヴェンチスト教会の布教事務所、宗教改革運動「ザーレム」布教事務所、ネッカーエルツ・チャーチ・オブ・ゴッドなどがある。モースバッハは、また、Operation Mobilisationの宣教活動拠点でもある。
1990年から、市の西部、エルツ川沿いに、トルコ＝イスラーム連合のモスクが建っている。

### 市町村合併
- 1935年4月1日: ニュステンバッハ

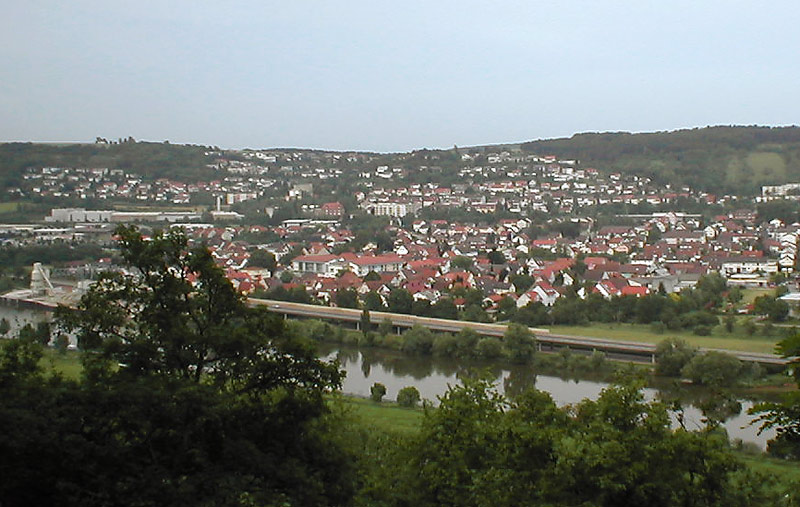
ディーデスハイム地区

- 1972年12月1日: ロールバッハ、ライヒェンブーフ、ザッテルバッハ
- 1973年5月1日: ディーデスハイム
- 1975年4月15日: ネッカーエルツ

### 人口推移
各時点での市域内人口を以下に示す（ただし、ニュステンバッハは1935年に正式に合併したが、以下の表では、1871年から人口に合算されている）。数値は、国勢調査および各時点での行政当局統計局の推計値に基づく。
| 時点            | 人口（人） |
| --------------- | ---------- |
| 1774年          | 1,443      |
| 1800年          | 2,062      |
| 1852年          | 2,732      |
| 1871年12月1日   | 3,360      |
| 1880年12月1日 ¹ | 3,807      |
| 1890年12月1日 ¹ | 3,729      |
| 1900年12月1日 ¹ | 3,943      |
| 1910年12月1日 ¹ | 4,494      |
| 1919年10月8日 ¹ | 4,290      |
| 1925年6月16日 ¹ | 4,912      |
| 1933年6月16日 ¹ | 5,079      |
| 1939年5月17日 ¹ | 5,480      |

| 時点            | 人口（人） |
| --------------- | ---------- |
| 1945年12月 ¹    | 6,140      |
| 1950年9月13日 ¹ | 8,994      |
| 1961年6月6日 ¹  | 11,343     |
| 1970年5月27日 ¹ | 13,674     |
| 1975年12月31日  | 23,663     |
| 1980年12月31日  | 23,224     |
| 1987年5月27日 ¹ | 23,568     |
| 1990年12月31日  | 24,650     |
| 1995年12月31日  | 24,968     |
| 2000年12月31日  | 25,045     |
| 2005年12月31日  | 25,102     |

## 行政

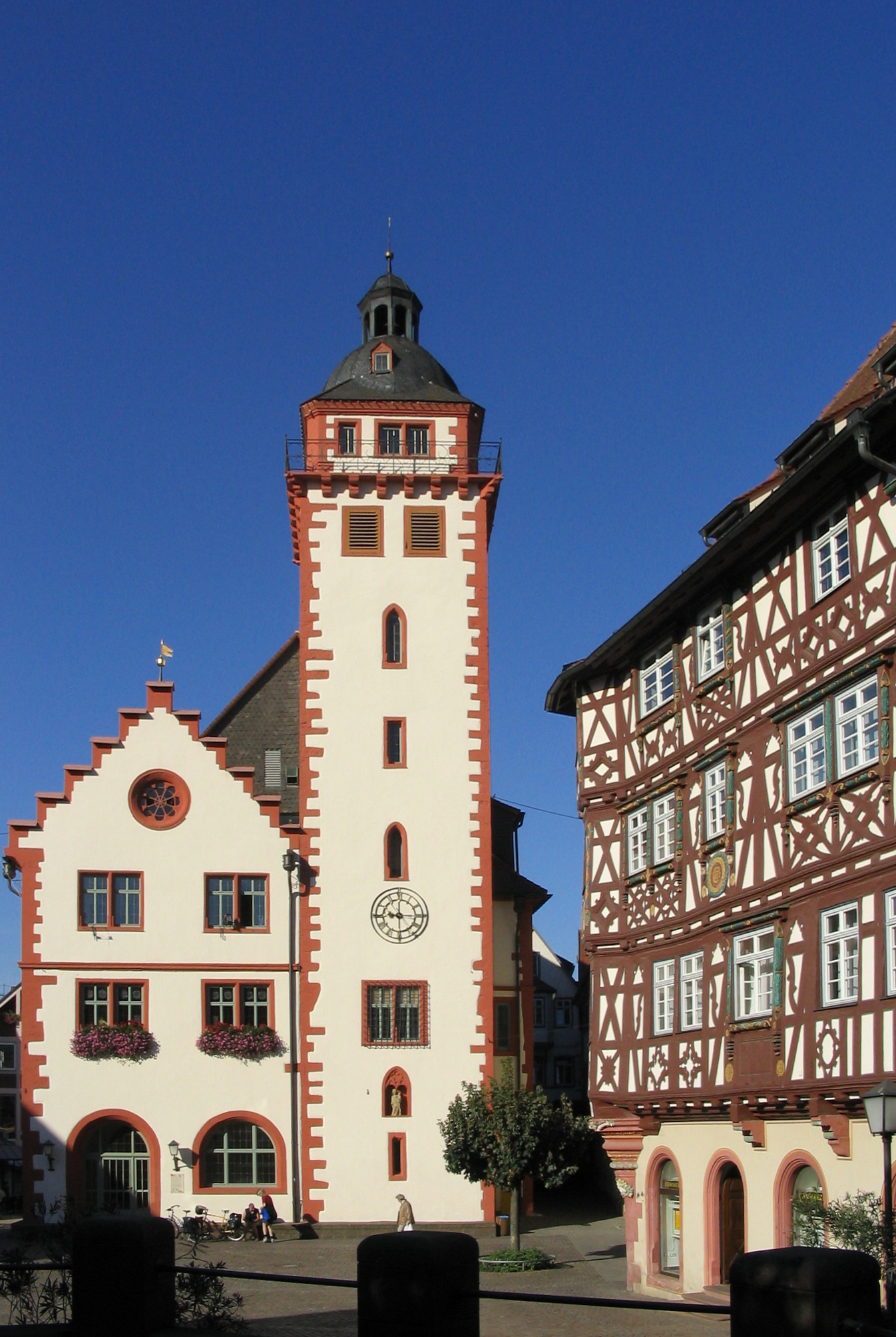
モースバッハ市役所

### 市議会
モースバッハの市議会は、33人の議員からなる。

### 市長および上級市長
第二次世界大戦後の市長（1976年7月1日以降は上級市長）を以下に列記する。
- 1945年 - 1954年: ヴィルヘルム・シュヴァルツ
- 1954年 - 1974年: ヴェルナー・タールム
- 1974年 - 1985年: フリッツ・バイアー
- 1985年 - 1990年: フリッツ・ラフ
- 1990年 - 2006年: ゲルハルト・ラウト
- 2006年 - : ミヒャエル・ヤン

### 紋章
金地に赤い爪、赤い舌を持つ黒い鷲。その胸には、黒い大文字でOMと記されている銀の盾型がある。
鷲は、帝国の象徴であり、これによりかつては自由帝国都市であったモースバッハの歴史を示している。OMの文字は、Oppidum Mosbacense（ラテン語で「都市モースバッハ」）を意味し、似通った帝国都市の紋章と識別するために書き込まれている。

### 友好都市
- シャトー＝ティエリ（フランス、エーヌ県）1974年
- ペスネック（ドイツ、テューリンゲン州）1989年
- フィニケ（トルコ、アンタルヤ県）1994年
- ライミントン（イギリス、ハンプシャー、ニューフォレスト）1996年
- Pesthidegkút（ハンガリー）1998年

## 文化と見所

### 建築

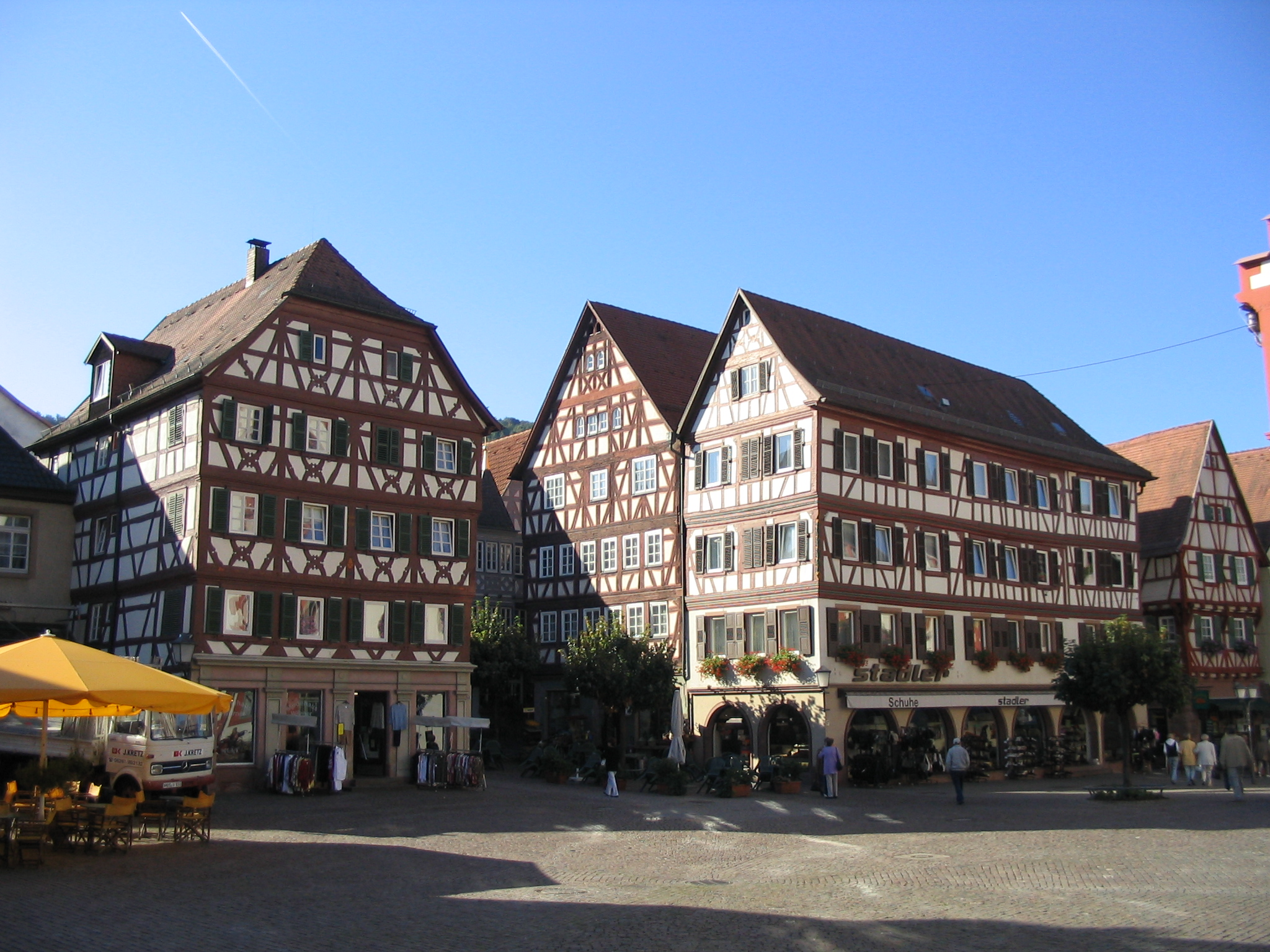
モースバッハのマルクト広場

モースバッハの見所は、とりわけそのマルクト広場である。中でも、1610年に建造された木組み建築であるパルムシェ・ハウスは、この街を象徴する建築物で、南ドイツで最も見事な木組み建築の一つである。この建物の、角柱にある『ナイトコプフ』は特筆に値する。最も古い木組み建築は「塩の館」である。
マルクト広場に面しては、さらに塔を持つ市庁舎やゴシック様式のシュティフト教会（教会堂のうち、プロテスタントが用いている会衆席部分をこう呼ぶ）がある。内陣部分は、壁で会衆席部分と隔離され、カトリックの聖ユリアナ教会として用いられている。この教会の現存する最も古い部分は、1370年頃に建設された。それ以前にも、それ以後も建設活動が行われた痕跡が遺されている。この教会は、1554年に初めてプロテスタントに供され、その後プファルツ選帝侯フリードリヒ2世以降、改革派の教会となった。選帝侯オットー・ハインリヒは、1556年に古いカトリックの教区教会である聖セシリア教会を破壊するよう命じた。『王の信仰が、所領の信仰』の原則に基づき、プファルツ選帝侯領では、もはやカトリックの信仰は容認されなくなったのである。現在の市庁舎は、その教会跡に建っている。1622年にカトリックの聖職者がモースバッハに戻った。1698年から隔壁が建設されるまで、この教会はカトリックとプロテスタントが共同で使っていた。新しく旧市街中心部の高台に著名な教会建築家ハンス・ヘルコンマーによるカトリック教区教会聖セシリア教会が建設された1935年まで、共用は200年以上続いた。

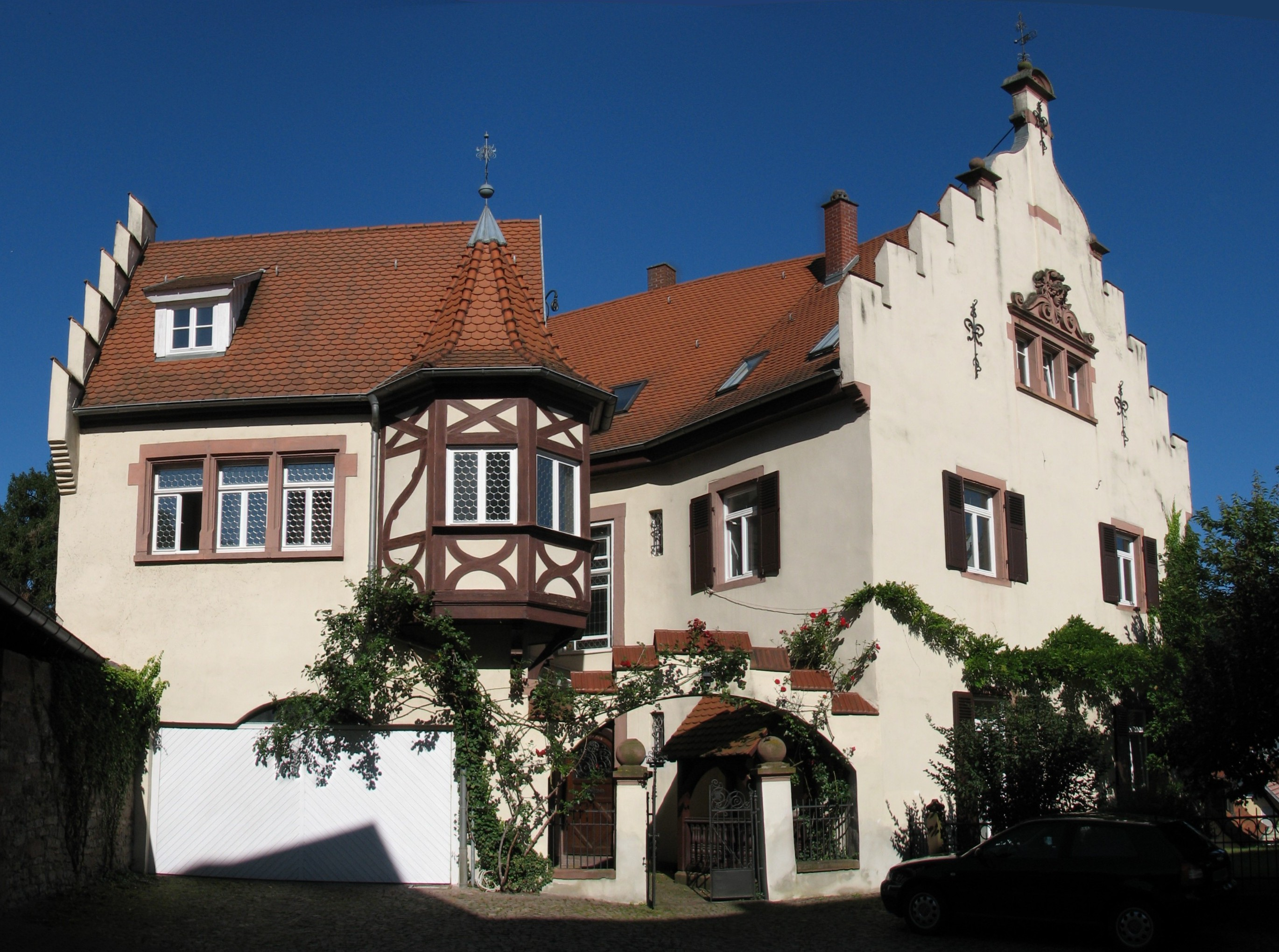
モースバッハ城

モースバッハ城の起源はシュタウフェン朝にまで遡る。この城は、オットー1世がモースバッハを宮廷所在地に昇格させる以前から存在していた。モースバッハは、ハイデルベルクとは対照的に、主要な街道から外れていたため、ヘイデルベルクのプファルツ選帝侯は、何度も疫病からの避難所としてこの城に滞在した。現在は、ごく一部が保存されているだけである（メーリアンの銅版画参照）
さらなる見所としては、グートロイト邸、エーレント邸、グートロイト礼拝堂、旧病院、キッケルハイン邸、修道院庭園などがある。
700年以上の歴史を持つネッカーエルツ地区のテンペルハウスは、城塞と教会の特徴を併せ持つ建物で、中世の銃眼の横にバロックの聖人像が置かれている。
Kiwwelschisserbrunnen（高ドイツ語で "Kübelscheißer-Brunnen"、「バケツ男の泉」）は、中世モースバッハに布告された都市衛生上の行政命令とそれに由来するモースバッハのニックネームに因んだ記念碑である。この泉は1987年に寄付によって建立された。
ロールバッハ地区には、1000年以上の歴史を持つロールバッハ城がある。
モースバッハ＝ネッカーエルツ地区（ハムベルク）にはビスマルク塔があるが、自由に歩いて通ることはできない。
3つの古い水車小屋がリニューアルされて新しい役割を担っている。ネッカーエルツ、エルツ・スタジアム横の「ムートシュラース・ミューレ」は現在、ユースホステルになっている。「バッハミューレ」（エルツ川から移築）と「シンメルスミューレ」（カンデルバッハ川から移築）は現在、レストランになっている。

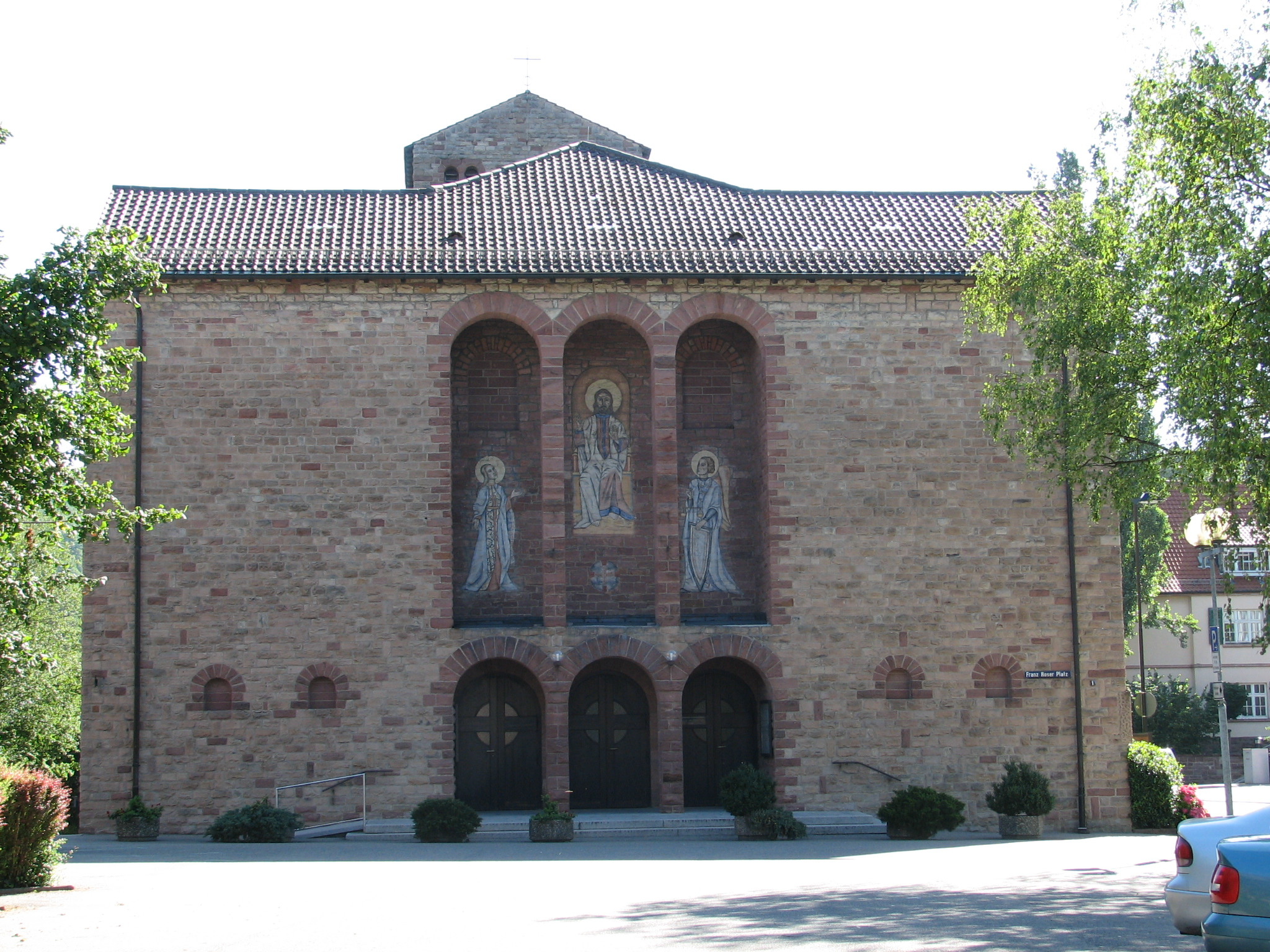
聖セシリア教会
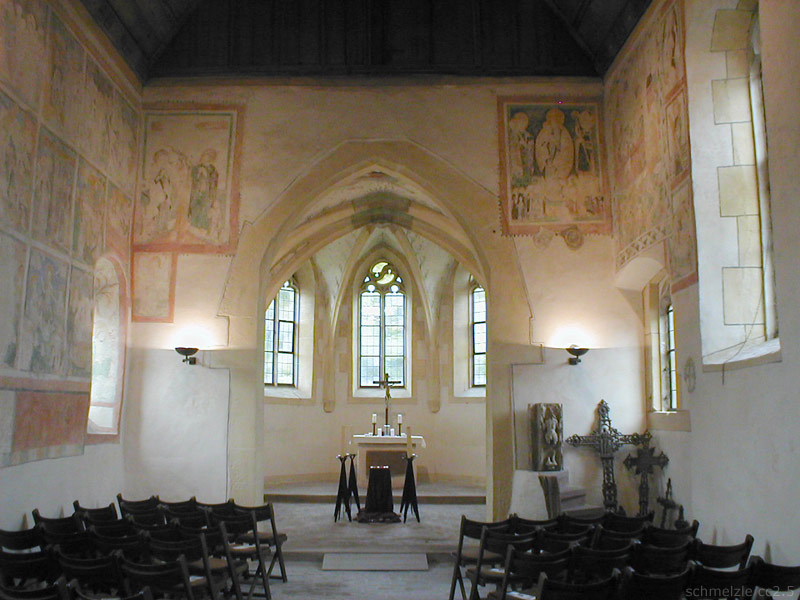
グートロイト礼拝堂内部
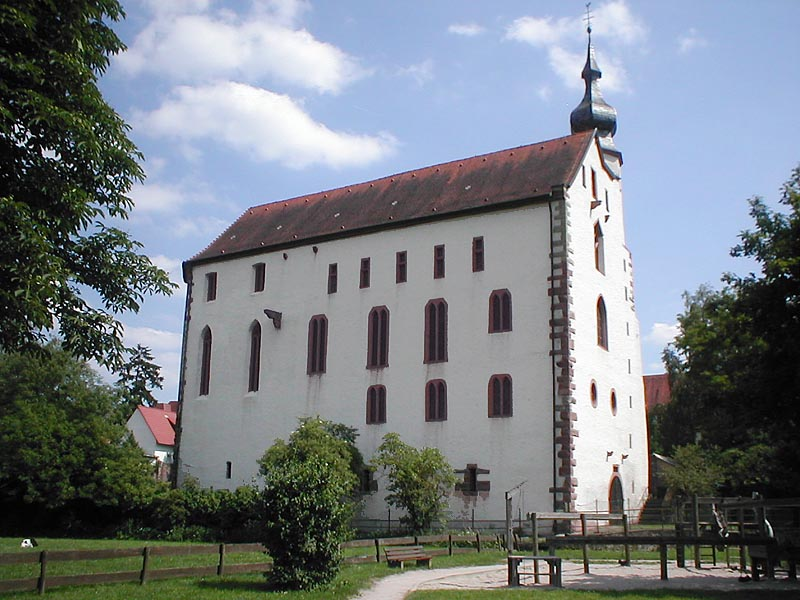
テンペルハウス
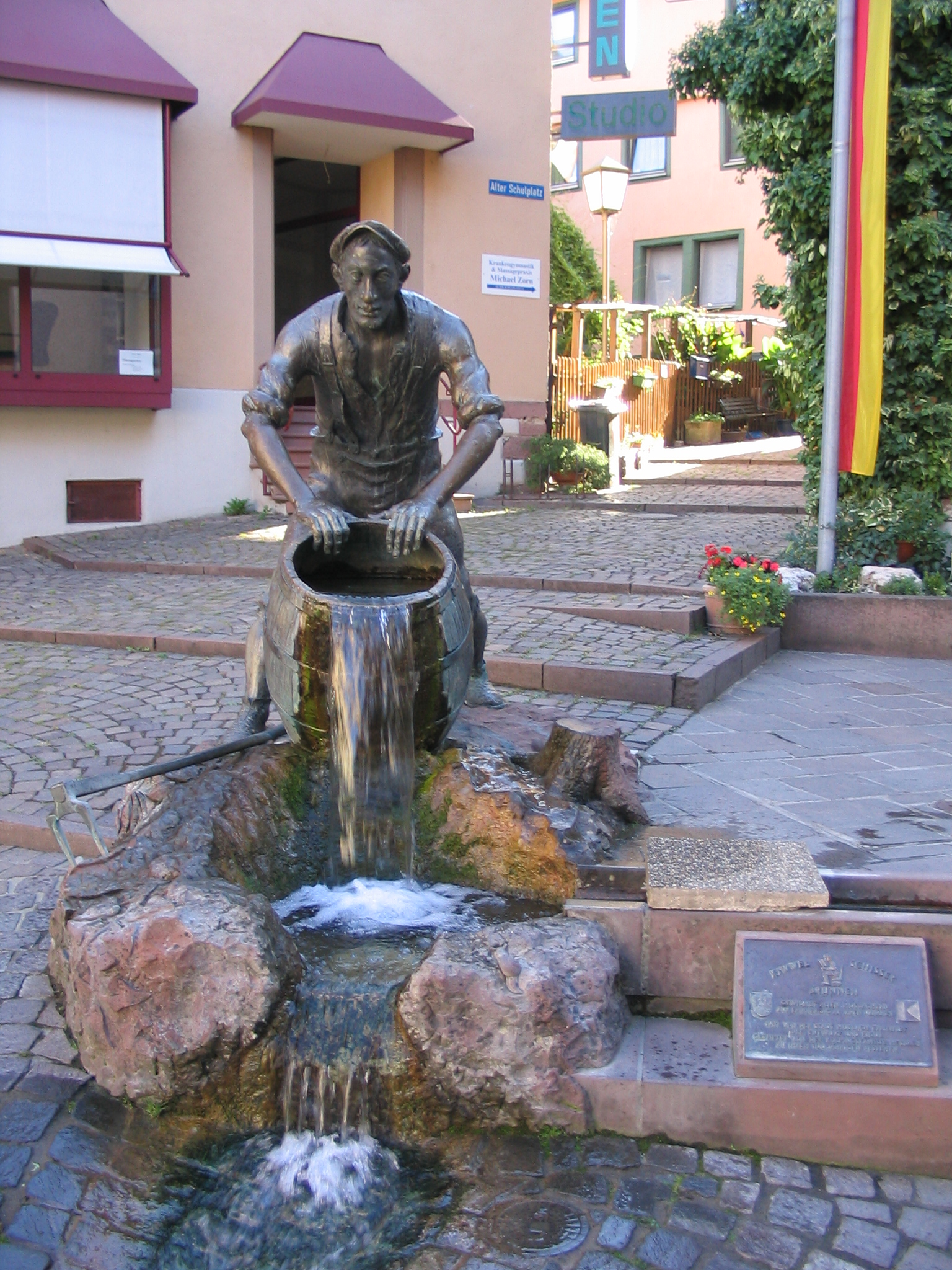
「バケツ男の泉」

### 公園

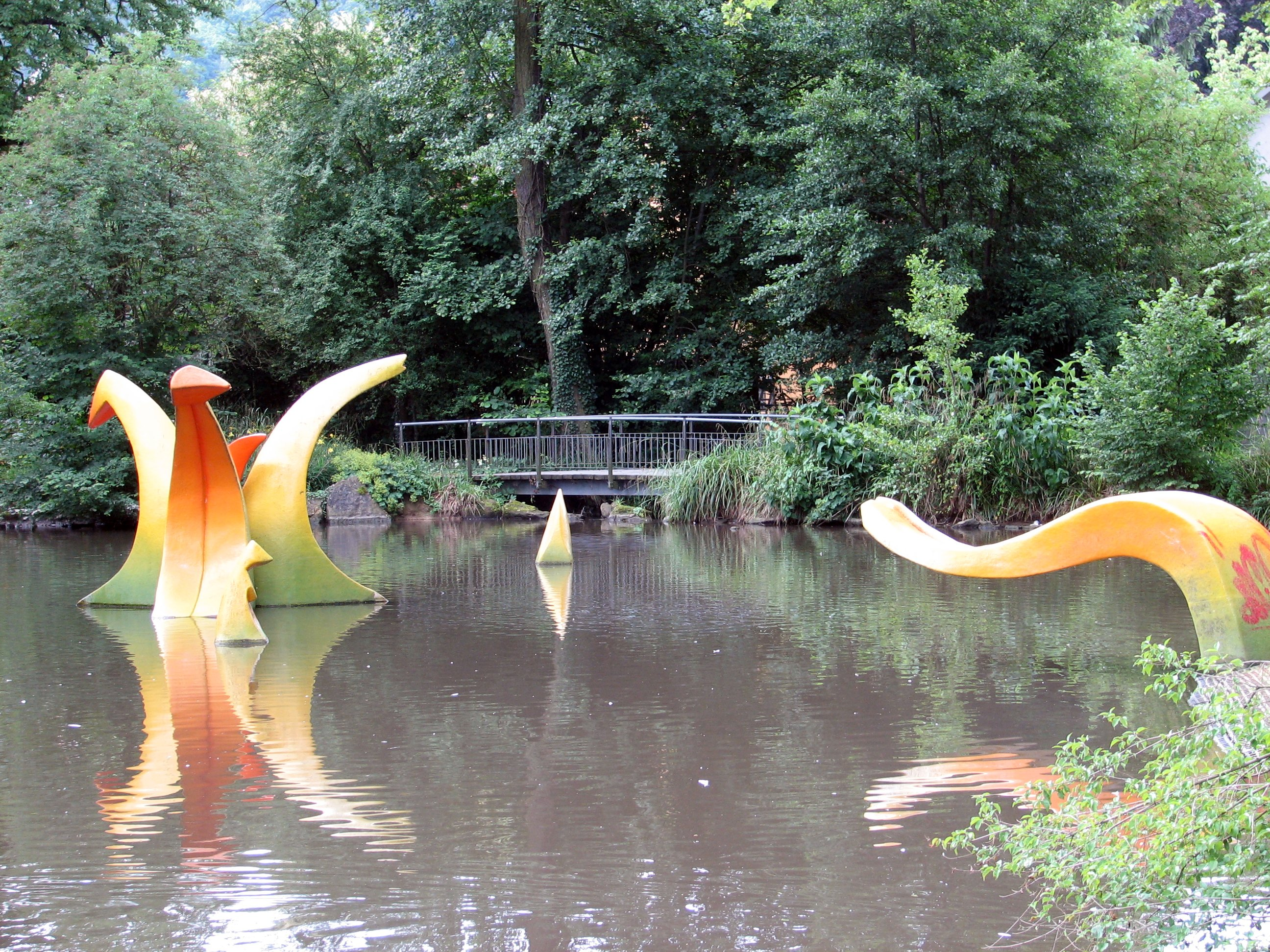
LGSパーク

Landesgartenschau-Park（LGSパーク、州庭園博覧会公園）は、1997年に第15回バーデン＝ヴュルテンベルク州庭園博覧会の会場となった場所である。その中心は、20世紀の初めに整備された市立庭園である。この公園はエルツ川の両岸に広がり、旧市街に隣接する。LGSパークは、市立庭園の他、ローレット・パークやエルツパークを内包する。

### 劇場
バーデン・ランデスビューネはモースバッハで（通常は旧麦芽製造所で）定期的に客演している。上級中心都市であるハイデルベルク、マンハイムあるいはハイルブロンを本拠とする劇団、オペラ、音楽家たちはモースバッハでも上演を行う。

### 博物館

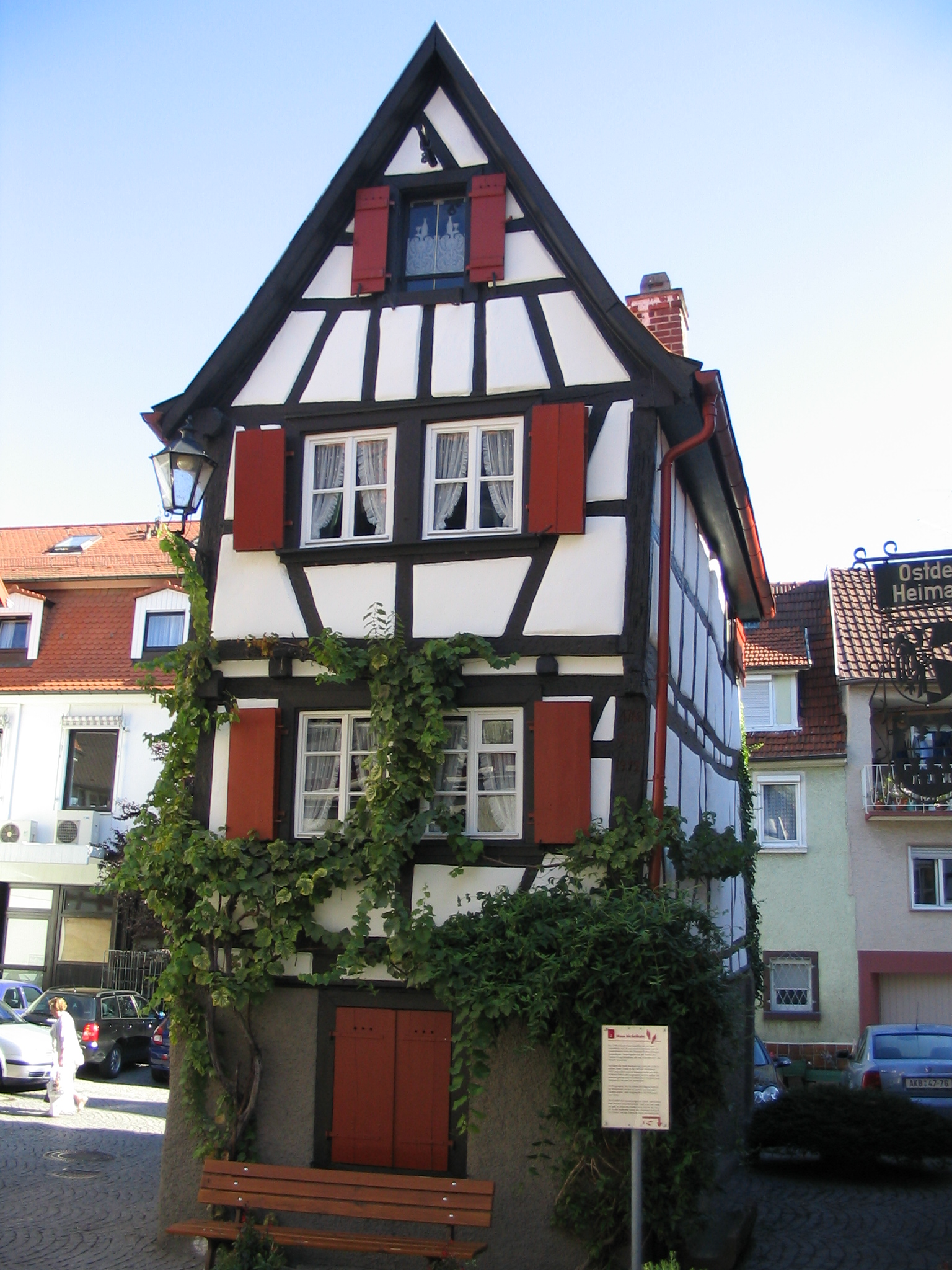
市立博物館展示施設の一つ、キッケルハイン邸

市立博物館には、市や地域の歴史、文化史の資料が常設展示されている。博物館は、旧病院内や旧市街の多くの建物に分散して存在している。「歴史を体験する」というモットーの下、常設展示品のテーマは広範にわたる。モースバッハのファイアンス焼きやマヨルカ焼き、手工芸作品やツンフトの資料がある。また、オーデンヴァルトの生活文化資料がキッケルハイン邸に展示されている。キッケルハイン邸は、1788年に建設された平面積わずか26m²のドイツ最小の独立した木組み建築の一つである。この他の展示品としては、歴史資料（特に、宗教、技術、地質学、原始時代史）、1946年以降に定住した放逐民の生活文化や、印刷の歴史資料などがある。定期的な特別展示や、老人グループや子供たちが一緒に参加できるようなテーマ・ガイドが用意されている。
クレメンス＝ブレンターノ基礎課程学校内にあるネッカーエルツ強制収容所記念館には、強制収容所の外郭施設や、軍需工場「ゴルトフィッシュ」、石膏採掘場などについての情報が収められている。
ネッカー＝オーデンヴァルト芸術協会は、定期的に、「旧屠殺場」で展示会を行っている。

### スポーツ

#### サッカー
Spielvereinigung Neckarelzは、北バーデン連盟リーグで戦っている。この他にサッカーに重点を置いているスポーツクラブには、FV Mosbach（州リーグ）、SV Sattelbach（州リーグ）、Türkspor Mosbach（州リーグ）、FC Lohrbach（郡リーグ）、FV Reichenbuch（郡リーグ）、VfK Diedesheim（郡クラス）、FC Mosbach（郡クラス）、SV Bergfeld（郡クラス）がある。

#### その他のスポーツ
その他の大きなスポーツクラブには、TV 1846 Mosbach（体操、ハンドボール、ラート）やLAZ Mosbach/Elztal（陸上競技）がある。後者は、毎年6月末にモスバッハ・シティーレースを開催している。この他にモースバッハおよび周辺地域で行われる市民レースとして、ムーダウのオーデンヴァルト秋のレース（ハーフ・マラソン大会）やシェフレンツの枝の主日レースがある。
Mosbacher Schachclub 1931（チェス）は、州リーグで活動している。TTC 1950 Nüstenbachは卓球の地域リーグで活動している。TC Mosbach GWRは、ヴァルトシュタットへ向かう道沿いに、テニス場を有している。Ruderclub Neptun（ボート競技）はネッカー川で活動している。

### 年中行事
- 5月: 春祭。モースバッハ最大の市の祭り（母の日の前の金曜日）
- 7月から9月: モースバッハの夏
- 9月: 国際ストリート・パフォーマンス
- 10月: プファルツ選帝侯の収穫祭（第2日曜日）

## 経済と社会資本

### 交通

#### 鉄道と公共交通機関

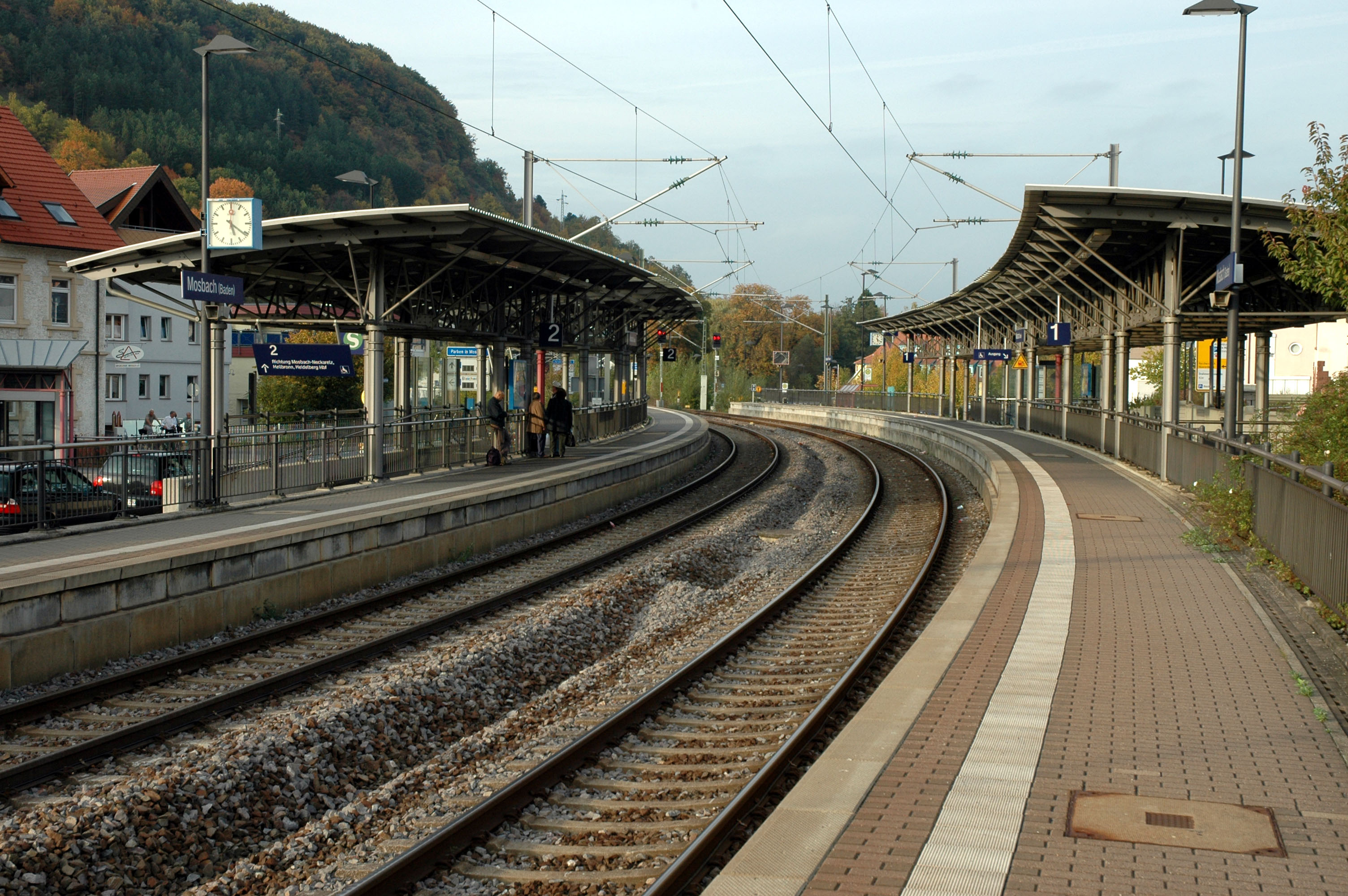
モースバッハ駅

モースバッハ＝ネッカーエルツ駅は、ネッカーエルツ – オスターブルケン線がネッカータール鉄道（ハイデルベルク – エーバーバッハ – ハイルブロン）から分岐する分岐点に位置しており、レギオナルエクスプレスとライン・ネッカー・Sバーンがこの駅を利用する。S1路線はオスターブルケンからホムブルク (ザール)まで、S2はその一部区間にあたるモースバッハ (バーデン) – エーバーバッハ – ハイデルベルク – マンハイム – ルートヴィヒスハーフェン・アム・ライン – ノイシュタット・アン・デア・ヴァインシュトラーセを結んでいる。
この路線を利用すると、マンハイムの5月市会場や、SAPアリーナへ直通で向かうことが可能である。逆のオスターブルケン方面には市内に3つの駅があり、いずれも1時間毎に列車が運行しており、オスターブルケンでヴュルツブルク方面の路線に接続する。
公共旅客交通機関としては、この他に多くのバス路線がある。バスは、市内各地域を結ぶだけではなく、モースバッハと近隣市町村（たとえば、ブーヒェン、エーバーバッハ、アグラスターハウゼン、グンデルスハイム）とを結びつけている。

#### アウトバーン
モースバッハから直接アクセスできるアウトバーンのインターチェンジはない。それぞれ30分ほど運転した距離に、A6号線（マンハイム – ハイルブロン）のジンスハイム・インターチェンジ、A81号線（ハイルブロン – ヴュルツブルク）のメックミュール・インターチェンジがある。市内を連邦道B27、B37、B292号線が走っている。個人交通も、公共交通も、モースバッハにはドイツ全土に広がる広域交通網（アウトバーン、インターシティ、あるいはICE）への直接的なアクセスポイントがなく、またアクセスポイントまでもかなりの時間を要する。このことはこの都市の経済発展にとって看過できない負荷となっている。

#### 航空交通
ロールバッハの飛行場は、ほとんどが非営利の交通機関が利用している。千年紀の頃には、地域空港を建設するという議論がなされたが、このプランは存続していない。もう一つ近隣にあるハムベルクの飛行場は、専らグライダーのための飛行場である。

### 公共機関
モースバッハは、ネッカー＝オーデンヴァルト郡の郡庁所在地である。これに加えて、地方裁判所、区裁判所、刑務所（アーデルスハイム刑務所の支所である）、税務署、公証人役場、ドイツ連邦軍施設（ドイツ連邦軍サービスセンターの兵舎と周辺施設）や職業紹介所がある。
モースバッハには、社会サービス事業のヨハネス・アンシュタルテンがある。この団体は、バーデン全域33の市町村で、障害者のための作業所、病院、学校、職業訓練所を運営しており、合計3,300人の障害者が恩恵を受けている。モースバッハの本部およびその施設では約2,500人が勤務している。

### メディア
モースバッハの日刊紙としては、ハイデルベルクで発刊されているRhein-Neckar-Zeitungの地方版がある。南西ドイツ放送は、モースバッハに支局を置いている。

### 教育
モースバッハには、モースバッハ・ベルーフアカデミー（モースバッハ産学協同教育大学）があり、バート・メルゲントハイムに分校をおく。約1,800人の大学生が、経済・技術分野の29の専門に分かれて学んでいる。
モースバッハには2つの一般教養ギムナジウム（アウグステ・パットベルク・ギムナジウム、ニコラウス・キストナー・ギムナジウム）と技術系ギムナジウム、経済系ギムナジウム、実業学校がそれぞれ1校ずつ、2校の養護学校と多くの基幹学校や基礎学校がある。

### 経済
経済の特徴は、中小企業と小売業にある。地域を越えて支配的地位にあるような重要な企業はみられない。主要な事業者は、ネッカーツィンメルンのドイツ連邦軍、ヨハネス・アンシュタルテンおよびハネウェル社である。多くの学校も、郡全体の重要な職場群となっている。モースバッハは、ネッカーズルムのアウディへの郊外通勤者が住む住宅地である。加えて、学園都市および商業都市として、オーデンヴァルトならびにバウラント地方で重きをなす。その受益地域の一部は郡を越えて広がっている。
失業率は、ほぼバーデン＝ヴュルテンベルク州の平均レベル（2007年8月現在、4.8%）で安定している。

#### 製造業者
モースバッハの古典的重工業者の代表が、Gmeinder Getriebe- und Maschinenfabrik GmbHである。この他にFirmen Hüller Hille GmbHやKWM Karl Weisshaar Ing. GmbHといった企業がある。国際巨大コンツェルンであるハネウェル社の営業所もある。大手薬剤問屋 W. Kapferer KG は、
この都市で長い歴史を持つ。モースバッハにあるIT分野での重要な企業は、MPDV Mikrolab GmbH である。また、この分野で地域を越えて活動している企業 Egotec GmbH もある。

### 観光業
- ムーダウ方面への遊歩道（オーデンヴァルトエクスプレス跡）は、オーデンヴァルトでの、さらにはマイン川渓谷へのサイクリングに利用されている。
- サイクリングにはネッカー川渓谷も利用されている。
- モースバッハは古城街道沿いに位置している。モースバッハ近郊の古城には、ホルンベルク城、グッテンベルク城、ツヴィンゲンベルク城、ミンネブルクがある。
- ドイツ木組みの家街道の一番南の部分は、モースバッハから始まり、メーアスブルクに至る。
- ネッカータール＝オーデンヴァルト自然公園およびユネスコのベルクシュトラーセ＝オーデンヴァルト地質公園は、モースバッハの自然、地質学、地形について学ぶ機会を提供している。
- 歴史をたどるハイキングの目的としては、ネッカー＝オーデンヴァルト・リーメスのネッカーブルケン城がある。ネッカーブルケンは、エルツタールの一部であり、モースバッハからわずか数kmの距離にある。ネッカーブルケンの旧町役場は、「オーデンヴァルトリーメス博物館」として利用されている。

## 人物

### 出身者
- プファルツ＝モスバッハ公オットー1世（1390年 - 1461年）宮中伯、モースバッハを宮廷所在地に昇格させた。一時的に、兄ルートヴィヒ3世に替わり摂政を務め、その息子ルートヴィヒ4世の後見を務めた。
- ニコラウス・キスネルス（1529年 - 1583年）名字は本来の名前「キストナー」のラテン語化。法律家、ハイデルベルク大学学長。帝室裁判所の陪席判事。
- ヴィルヘルム・シュテルン（1792年 - 1873年）教育者、ヨハン・ハインリヒ・ペスタロッチの友人としても知られる。
- フリッツ・ハインスハイマー（1897年 - 1958年）印象派、後に写実派の画家。国家社会主義の時代に追放された。
- ユリウス・ヘルト（1905年 - 2002年）芸術史家
- クラウス・ミヒャエル・グリューバー（1941年 - ）演出家
- ミヒャエル・ヴォレンシュレーガー（1946年 - ）労働法および社会法の教授
- ヴェルナー・ポコルニー（1949年 - ）彫刻家
- ハイコ・ピッピヒ（1951年 - ）画家
- ミヒャエル・ツィッテル（1951年 - ）俳優
- ベルント・フェルスター（1956年 - ）サッカー選手
- カールハインツ・フェルスター（1958年 - ）サッカー選手
- デニス・ガイガー（1998年 - ）サッカー選手

## 引用
1. ↑  Statistisches Landesamt Baden-Württemberg – Bevölkerung nach Nationalität und Geschlecht am 31. Dezember 2023 (CSV-Datei)
2. ↑  Max Mangold, ed (2005). Duden, Aussprachewörterbuch (6 ed.). Dudenverl. p. 565. ISBN 978-3-411-04066-7
3. ↑  Marco Lichtenberger: Saurier aus dem Odenwald JSV, Frankfurt a.M. 2007. ISBN 978-3-938973-04-2
4. ↑  Mosbacher Urkundenbuch, K.Schadek.H.Krim, "Stadt und Shift im Mittelalter: Bearbeitet von Konrad Krimm unter Mitarbeit von Hans Schadek", Elztal-Dallau, 1986, S.20.
5. ↑  Richard Schröder, Oberrheinische Stadtrechte, Vol.1, Carl Winters Universitätsbuchhandlung, 1895, S.541-542.
6. ↑  GLA 43/151, Mosbacher Urkundenbuch, Nr.334 S.214f.　（原証書）
7. ↑  Mosbacher Urkundenbuch, Nr.442.
8. ↑  Mosbacher Urkundenbuch, Nr.443.
9. ↑  Mosbacher Urkundenbuch, Nr.467.
10. ↑  Mosbacher Urkundenbuch, Nr.471.
11. ↑  Mosbacher Urkundenbuch, Nr.511.
12. ↑  GLA 67/732 B1. 154'; GLA 67/732 B1. 154'
13. ↑   Fotografie der Verbrennung auf dem Marktplatz. バーデン＝ヴュルテンベルク州文書局の閲覧サイト
14. ↑  『ホロコースト − 彼方より』 Ein Vortrag von Julius Held am College of the Liberal Arts, Penn State University, University Park, PA, USA
15. ↑  『連邦建設大臣の建設計画。モスバッハ＝ヴァルトシュタット』
16. ↑  モースバッハにおけるユダヤ人の歴史